# CRスーパー海物語 IN JAPAN
『CRスーパー海物語 IN JAPAN』（シーアール スーパーうみものがたり インジャパン）は、2015年12月7日に三洋物産から発売されたデジパチタイプのパチンコ。
本項目では後継機種の『CRAスーパー海物語IN JAPAN with 桃太郎電鉄』、『CRスーパー海物語 IN JAPAN 金富士バージョン』、『Pスーパー海物語 IN JAPAN2』、『PAスーパー海物語 IN JAPAN2 with 太鼓の達人』、『Pスーパー海物語 IN JAPAN2 金富士バージョン』、『PAスーパー海物語 IN JAPAN2 金富士99バージョン』についても記述する。

## 機種一覧
| 名称                                                  | 発売          |
| ----------------------------------------------------- | ------------- |
| CRスーパー海物語 IN JAPAN 319バージョン               | 2015年12月7日 |
| CRスーパー海物語 IN JAPAN 239バージョン               | 2015年12月7日 |
| CRAスーパー海物語IN JAPAN with 桃太郎電鉄             | 2016年7月4日  |
| CRスーパー海物語 IN JAPAN 金富士バージョン 新マックス | 2017年2月6日  |
| CRスーパー海物語 IN JAPAN 金富士バージョン ライト     | 2017年2月6日  |
| Pスーパー海物語 IN JAPAN2                             | 2019年4月22日 |
| PAスーパー海物語 IN JAPAN2 with 太鼓の達人            | 2019年10月7日 |
| Pスーパー海物語 IN JAPAN2 金富士バージョン 新マックス | 2020年9月7日  |
| Pスーパー海物語 IN JAPAN2 金富士バージョン ライト     | 2020年9月7日  |
| PAスーパー海物語 IN JAPAN2 金富士99バージョン         | 2021年8月2日  |

## 概要

### CRスーパー海物語 IN JAPAN
『CRスーパー海物語』の兄弟機種で、日本が舞台となっている。新しい舞台の機種が発売されるのは『CRスーパー海物語 IN 地中海』以来である。319バージョンと239バージョンの2種類が発売された。通常時から保留が8個溜まるラッキーエイトチャッカーを搭載している。本機種で7代目ミスマリンちゃんがデビューした。
2016年7月4日には遊パチタイプの『CRAスーパー海物語 IN JAPAN with 桃太郎電鉄』が発売された。ゲーム『桃太郎電鉄』シリーズとのタイアップ機となっており、『桃太郎電鉄』の演出が多数搭載されている。スペックはこれまでの遊パチタイプと同じくST機となっている。
2017年2月6日にはロングST機の『CRスーパー海物語 IN JAPAN 金富士バージョン』が発売された。319バージョンと199バージョンの2種類が発売された。事実上『CRスーパー海物語 IN 沖縄 桜バージョン』や『CR大海物語BLACK』の後継機種に当たる。ゴールド演出及びワリンの演歌演出がメインとなっている。

### Pスーパー海物語 IN JAPAN2
『CRスーパー海物語 IN JAPAN』の後継機。2019年4月22日にミドルタイプの『Pスーパー海物語 IN JAPAN2』が発売された。2段階設定付きタイプとなっており、設定LOWと設定HIGHの2種類の確率が搭載されている。『CRA海物語アクア with 吉木りさ』以来のランクアップボーナスが搭載されている。『CR大海物語BLACK』以来のリアルタイムクロック機能を利用した演出が搭載されており、スペシャルアイマリンタイムという名称になっている。確変中のBGMが、こまれでの物にBメロが加えられた物が使用されている。『P大海物語4スペシャル BLACK』でも使用され、『Pスーパー海物語 IN 沖縄5』は本作でのバージョンが確変またはST中に使用されている。
同年10月7日には遊パチタイプの『PAスーパー海物語 IN JAPAN2 with 太鼓の達人』が発売された。『CRAスーパー海物語 IN JAPAN with 桃太郎電鉄』の後継機であるが、タイアップタイトルがゲーム『太鼓の達人』となっている。『太鼓の達人』の演出が多数搭載されている。『太鼓の達人』の遊技機としては、2005年に山佐から発売されたパチスロ機『祭の達人 ウィンちゃんの夏祭り』以来の発売となる。遊パチタイプとしては『CRA海物語3R』以来の確変ループ機となっており、時短回数も同じく33回となっている。
2020年9月7日にはロングST機の『Pスーパー海物語 IN JAPAN2 金富士バージョン』が発売された。319バージョンと199バージョンの2種類が発売された。『CRスーパー海物語 IN JAPAN 金富士バージョン』の後継機で、スペックやメインの演出（ゴールド演出、ワリンの演歌演出）を継承している。STの回数やSTの演出が前作と変更されており、前作では3段階だったST演出が本作では4段階となっている。
2021年8月2日には遊パチタイプの『PAスーパー海物語 IN JAPAN2 金富士99バージョン』が発売された。『Pスーパー海物語 IN JAPAN2 金富士バージョン』の遊パチタイプとなっており、海物語シリーズのロングST機（桜シリーズ、BLACKシリーズ、金富士シリーズ）が遊パチタイプとして発売された初の機種となっている。JAPANシリーズ初のb時短（WARIN遊タイム）が搭載されている。『Pまわるん大海物語4スペシャル With アグネス・ラム』と同日発売となった。8代目ミスマリンちゃんが出演した最後の機種となっている。

## 図柄
奇数図柄がSUPER LUCKY、偶数図柄がLUCKYと表示される。ミドルタイプと『PAスーパー海物語 IN JAPAN2 with 太鼓の達人』では、奇数図柄が確変大当たり、偶数図柄が通常大当たり（確変昇格の場合あり）となっている。『CRAスーパー海物語IN JAPAN with 桃太郎電鉄』では奇数図柄の方が時短回数が多い。『CRスーパー海物語 IN JAPAN 金富士バージョン』、『Pスーパー海物語 IN JAPAN2 金富士バージョン』、『PAスーパー海物語 IN JAPAN2 金富士99バージョン』では奇数図柄の方がラウンド数と時短回数が多い。その他図柄に関しては各項目を参照。
- 1. タコ
- 2. ハリセンボン
- 3. カメ
- 4. サメ
- 5. エビ
- 6. アンコウ
- 7. シュゴン
- 8. エンゼルフィッシュ
- 9. カニ
- 裏4. サメ
- GOLDクジラッキー

『CRスーパー海物語 IN JAPAN 金富士バージョン』、『Pスーパー海物語 IN JAPAN2 金富士バージョン』、『PAスーパー海物語 IN JAPAN2 金富士99バージョン』に搭載。マックスラウンド大当たりとなる。
- 赤クジラッキー

『Pスーパー海物語 IN JAPAN2』に搭載。お祭りボーナスに突入する。
- 和田どん

『PAスーパー海物語 IN JAPAN2 with 太鼓の達人』に搭載。お祭りボーナスに突入する。

### 大当たり表示とラウンド数
| 機種                                                  | GREAT LUCKY | SUPER LUCKY              | LUCKY                |
| ----------------------------------------------------- | ----------- | ------------------------ | -------------------- |
| CRスーパー海物語 IN JAPAN 319バージョン               | -           | 16R確変                  | 16R通常              |
| CRスーパー海物語 IN JAPAN 239バージョン               | -           | 16R確変 10R確変          | 16R通常              |
| CRAスーパー海物語IN JAPAN with 桃太郎電鉄             | -           | 16R 7R（ST6回+時短44回） | 7R（ST6回+時短19回） |
| CRスーパー海物語 IN JAPAN 金富士バージョン 新マックス | 16R         | -                        | 6R                   |
| CRスーパー海物語 IN JAPAN 金富士バージョン ライト     | 16R         | -                        | 4R                   |
| Pスーパー海物語 IN JAPAN2                             | -           | 10R確変                  | 10R通常              |
| PAスーパー海物語 IN JAPAN2 with 太鼓の達人            | -           | 10R確変 5R確変           | 5R通常               |
| Pスーパー海物語 IN JAPAN2 金富士バージョン 新マックス | 10R         | 7R                       | 4R                   |
| Pスーパー海物語 IN JAPAN2 金富士バージョン ライト     | 10R         | 6R                       | 3R                   |
| PAスーパー海物語 IN JAPAN2 金富士99バージョン         | 10R         | -                        | 3R                   |

## モード解説
海モード
シンプルなモード。
ジャパンモード
リーチ連続予告と和の演出がメインのモード。日本各地が舞台となっており、四季の移り変わりの演出もある。
お祭りモード
祭りが舞台となっているモード。ミニキャラのステップアップ演出がメインとなっている。『CRスーパー海物語』のハワイモードが基となっている。
金富士ゾーン
『CRスーパー海物語 IN JAPAN 金富士バージョン』と『Pスーパー海物語 IN JAPAN2 金富士バージョン』に搭載されているSTの特殊モード。リーチが成立すると大当たり濃厚となる。『CR大海物語BLACK』のブラックパールゾーンが基となっている。
太鼓ゾーン
『PAスーパー海物語 IN JAPAN2 with 太鼓の達人』に搭載。
次回奇数図柄大当たり濃厚となる確変中の特殊ゾーン。金どん保留を獲得することで突入する。
華唱ゾーン
『Pスーパー海物語 IN JAPAN2 金富士バージョン』に登場するSTの特殊モード。

## 予告演出
予告なし
リーチ成立直後に演出が起こらないこと。ノーマルリーチ発展濃厚となる。
泡予告
リーチ成立直後に画面下部から泡が発生する演出。スーパーリーチに発展する可能性がある。
大泡予告
リーチ成立直後に画面下部から通常よりも大きな泡が発生する演出。ノーマルリーチ発展濃厚となり、大当たりまたは半コマズレのハズレとなる（半コマズレ停止でも再始動する場合がある）。スーパーリーチに発展した場合は、法則崩れにより大当たり濃厚となる。
魚群予告
リーチ成立直後に画面右側から魚群が通過する演出。期待度が高い演出であり、スーパーリーチ発展濃厚となる。ノーマルリーチに発展した場合は、法則崩れにより大当たり濃厚となる。確変ループタイプの確変中に発生して大当たりした場合は確変大当たり濃厚となる。
滑り予告
下段図柄が効果音とともに半コマ進みあるいは半コマ戻ってリーチがかかる演出。
連続滑り予告
保留内で2回転続いて滑り予告が発生する演出。2回目の滑り予告が発生した時点でその変動での大当たりが濃厚となる。
遅れ予告
『Pスーパー海物語 IN JAPAN2』より搭載。
BGMやボイスが通常より始まりが遅れる違和感演出。変動開始時にBGMの始まりが遅れる、リーチ成立の際にマリンのボイスが通常より遅れるなどがある。
降りもの予告
ジャパンモード専用演出。
リーチ成立直後に花びらや葉っぱが降り落ちる演出。花びらや葉っぱの量が多いとスーパーリーチ発展の期待度が高くなる。
風流背景予告
ジャパンモード専用演出。
リーチ成立直後に浴衣を着たマリンがカットインされる演出。
『CRAスーパー海物語 IN JAPAN with 桃太郎電鉄』では、マリンの代わりに夜叉姫が出現すれば奇数図柄での大当たり濃厚となる。
扇予告
ジャパンモード専用演出。
リーチ成立直後に図柄の後部に扇が出現する演出。扇の色や柄によって期待度が変化する。
『CRAスーパー海物語 IN JAPAN with 桃太郎電鉄』では、扇に『桃太郎電鉄』のキャラクターが描かれていれば大当たり濃厚となる。
ミニキャラステップアップ予告
お祭りモード専用演出。
画面下部にミニキャラが最大7人出現する演出。ミニキャラの衣装で期待度が変化する。ステップ3で6人以上になるとスーパーリーチ発展濃厚となる。
『CRAスーパー海物語 IN JAPAN with 桃太郎電鉄』では、『桃太郎電鉄』のキャラクターが出現すると大当たり濃厚となる。
『PAスーパー海物語 IN JAPAN2 with 太鼓の達人』のスペシャル魚群タイム with 太鼓の達人では、『太鼓の達人』のキャラクターが登場する。演出は同じ。
和太鼓予告
お祭りモード専用演出。
リーチ成立直後に画面下部に2つの和太鼓が音を鳴らして出現する演出。スーパーリーチ発展時の進行方向によって演出が決まる仕組みとなっている。動きが無ければノーマルリーチとなる。上方向に進むと和太鼓リーチに発展する。左方向に進むと図柄神輿リーチに発展する。右方向に進むと仕掛け花火リーチまたは盆踊りリーチに発展する。打ち上げチャレンジに発展する場合はどの進行方向でも発展の可能性がある。
烈!花火大会
お祭りモード専用演出。
様々なタイミングで突入する演出。発生した時点でスーパーリーチ濃厚となる。当該保留でノーマルリーチ止まりなら大当たり濃厚。
『CRAスーパー海物語 IN JAPAN with 桃太郎電鉄』では、貧乏神が出現すれば奇数図柄での大当たり濃厚となる。
リーチ後襖予告
『Pスーパー海物語 IN JAPAN2』より搭載。ジャパンモード専用演出。
リーチ成立直後、襖が閉まる演出が発生し、ボタンを押して襖を開いていく演出。襖の模様によって期待度が変化する。
櫓あおり予告
『Pスーパー海物語 IN JAPAN2』より搭載。お祭りモード専用演出。
リーチ成立直後、櫓に乗ったミニキャラが発展先の演出を示す演出。上方向を示すと和太鼓リーチに発展する。左方向を示すと図柄神輿リーチに発展する。右方向を示すとナイアガラ花火リーチまたは盆踊りリーチに発展する。
リーチ後花火予告
『Pスーパー海物語 IN JAPAN2』より搭載。お祭りモード専用演出。
縁側背景時にリーチが成立し、その直後に花火が上がる演出。花火の絵柄で期待度が変化する。
風流文字予告
『Pスーパー海物語 IN JAPAN2』より搭載。お祭りモード専用演出。
縁側背景時、ミニキャラステップ予告のステップ3に到達時に文字が表示される演出。表示された文字によって期待度が変化する。
魚群の達人予告
『PAスーパー海物語 IN JAPAN2 with 太鼓の達人』に搭載。スペシャル魚群タイム with 太鼓の達人専用演出。
変動中またはリーチ成立直後に発生する『太鼓の達人』のゲーム画面をモチーフとした演出。コンボ数によって期待度が変化する。ボタンプッシュアイコンが表示された場合が期待度が高くなる。
観客ステップアップ予告
『Pスーパー海物語 IN JAPAN2 金富士バージョン』に搭載。華唱ゾーン専用演出。
変動中に観客の声援が響くステップアップ演出。風船が飛んだり、最終ステップでワリンが登場すれば期待度が高くなる。
コックピット予告
『Pスーパー海物語 IN JAPAN2 金富士バージョン』に搭載。華唱ゾーン専用演出。
画面右下のトラックの荷台からキャラクターや文字が出現する演出。マリン、ワリン、ウリンの3人が出現すれば期待度が高くなる。

## 保留先読み予告
保留変化予告
保留アイコンが変化する予告。
海モードではアイコンから泡が出現すると期待度が高くなり、小魚が出現すると魚群予告濃厚となる。
ジャパンモード及びお祭りモードでは色で期待度が変化し、緑色はスーパーリーチ発展濃厚、赤色は魚眼予告濃厚となる。
『CRAスーパー海物語 IN JAPAN with 桃太郎電鉄』では、大当たりラウンド中に汽車のアイコンが出現する場合があり、出現すると保留内での大当たり濃厚となる。
『Pスーパー海物語 IN JAPAN2』の海モードでは、泡が出現するとスーパーリーチ発展濃厚、小魚が1匹または6匹出現すると魚群予告濃厚、超泡、クジラブリー、ジャパンフラッシュが出現すると大当たり濃厚となる。
『Pスーパー海物語 IN JAPAN2』のジャパンモードでは、傘回しボタン保留は期待度が低い。満月柄和傘は期待度が高い。藤色の和傘はリーチ成立濃厚。三日月柄和傘はスーパーリーチ発展濃厚。魚群柄和傘は魚群予告濃厚。クジラブリーまたはジャパンフラッシュは大当たり濃厚となる。
『Pスーパー海物語 IN JAPAN2』のお祭りモードでは、保留アイコンとなっている花火玉の大きさ、柄、消化時の花火の模様で期待度が変化する。巨大な花火玉とウリン柄の花火玉はスーパーリーチ発展濃厚。魚群柄の花火玉は魚群予告濃厚。連打保留は保留変化濃厚。クジラブリー柄の花火玉は大当たり濃厚。花火については、牡丹柄は期待度が低い。菊柄、枝垂れ柄はスーパーリーチ発展濃厚。クジラブリー、8代目ミスマリンちゃん、花火がジャパンフラッシュに向かった場合は大当たり濃厚となる。
チャンス目前兆予告
チャンス目（同一図柄が非テンパイ形で液晶画面内に3つ停止）が停止する演出。連続するほど期待度が高くなる。3回連続で発生するとリーチ成立濃厚となる。
金富士ゾーンで発生した際には、次回転でテンパイ煽り予告が発生する。
『CRスーパー海物語 IN JAPAN』では、全てのモードで発生した時点でリーチ成立濃厚となる。
『Pスーパー海物語 IN JAPAN2』では、海モードのみ発生した時点でリーチ成立濃厚となる。
図柄ナビ予告
チャンス目前兆予告が発生した次の変動の際にボタンを押すと、次に止まる図柄のシルエットが表示される演出。通常は上段または下段に出現する。中段に出現すると再度チャンス目前兆予告が発生するか、リーチ成立して大当たり濃厚となる。
兆予告
『Pスーパー海物語 IN JAPAN2』より搭載。お祭りモード専用演出。
チャンス目停止時、画面中央に兆の文字が写し出される演出。回数や文字の色によって期待度が変化する。
演歌の花道予告
『Pスーパー海物語 IN JAPAN2 金富士バージョン』に搭載。華唱ゾーン専用演出。
チャンス目が停止する演出。停止時のエフェクトが赤色の場合は期待度が高くなる。
背景変化予告
変動中に背景に何かしらの変化が起こる予告。
海モードでは、海流が発生する、泡が湧き出る、陽の光が射すなどの演出が発生する。
ジャパンモードでは、一定の回転ごとに日本の名所と季節が変化するようになっており、全部で8種類存在する。背景移行時に表示される地名が赤文字で表示されたり、表示された季節と背景の季節が矛盾していると期待度が高くなる。海モードと同様にキャラクターが横切る場合もあり、セスナ、青気球、赤気球、青イルカ、ピンクイルカが出現する。
お祭りモードでは、一定の回転ごとにステージチェンジが発生し、神輿、夜景、お祭り会場、縁側ステージの4種類がある。縁側ステージは突入した時点で期待度が高くなる。
『CRAスーパー海物語 IN JAPAN with 桃太郎電鉄』では、『桃太郎電鉄』のキャラクターがカットインされると大当たり濃厚となる。
『PAスーパー海物語 IN JAPAN2 with 太鼓の達人』では、『太鼓の達人』のキャラクターが出現したら大当たり濃厚となる。
背景キャラ通過予告
海モード専用演出。
変動中にキャラクターが通過する演出。タツノオトシゴ（1匹または3匹）、ハリセンボン（1匹または3匹）、サム、潜水艦が出現する。『CRAスーパー海物語 IN JAPAN with 桃太郎電鉄』では、『桃太郎電鉄』のキャラクターが横切る場合があり発生すると大当たり濃厚となる。『Pスーパー海物語 IN JAPAN2』ではクジラ、スイミー、クジラブリー、8代目ミスマリンちゃんが追加されている。
『CRスーパー海物語 IN JAPAN 金富士バージョン』の海モードではGOLDクジラッキーが出現する場合があり、出現すると大当たり濃厚となる。金富士ゾーンでは、鶴が3羽または7羽通過する場合がある。3羽は期待度が低いが、7羽は期待度が高い。
『Pスーパー海物語 IN JAPAN2 金富士バージョン』の金富士ゾーンでは、鶴3羽、鶴5羽、フクロウ3羽、鷹1羽、GOLDクジラッキーのいずれかが出現することがある。フクロウは鷹ストックまたはテンパイあおりに発展する。鷹は鷹スベリまたは鷹チャンスに発展する。
仕草予告
お祭りモードの縁側ステージ専用演出。
縁側に座っているマリンがさまざまな仕草をする演出。
夜背景
『Pスーパー海物語 IN JAPAN2』より搭載。ジャパンモード専用演出。
背景変化時に夜の背景になる演出。発生した時点で期待度が高い。
サイレント疑似連
変動停止の際に、図柄の動きが止まらないまま次の変動に移行する演出。この演出が発生した際は保留が消化されない。
図柄停止予告
図柄が停止する際、不自然に滑って進んだり戻ったりして停止する演出。下段図柄の滑りまたは戻り、中段図柄滑りまたは戻り、上下段同時停止の3種類がある。図柄が滑って停止してチャンス目前兆予告が発生する場合もある。
停止順変化予告
通常は上段、下段、中段の順番で図柄が停止するが、それ以外の順番で停止する演出。
変動順変化予告
変動開始時の図柄の変動方向と変動順が通常とは異なる演出。
リーチ連続予告
リーチ成立後すぐに中段図柄が停止してすぐに次の変動が開始する演出。
『Pスーパー海物語 IN JAPAN2』のジャパンモードでは、襖が閉じる演出も同時に発生する。襖のデザインによって期待度が変化する。
温泉リーチ連続予告
『Pスーパー海物語 IN JAPAN2』より搭載。ジャパンモード専用演出。
リーチ成立後すぐに中段図柄が停止して画面に温泉の暖簾が出現し、次変動開始時に画面にキャラクターのイラストが出現する演出。発生した回数や、イラストのキャラクターやセリフによって期待度が変化する。
ボタンチャージ
変動停止時やチャンス目停止時に発展することがある。
ボタンに手をかざすことを促され、かざすと画面に出現するメーターがチャージされジャパンフラッシュ役物が回転する。最後にボタンプッシュを促され、押してジャパンフラッシュが鳴れば大当たり濃厚となる。
わくわく一発タイム
保留が8個溜まると発生することがある演出。画面右下にウリンが「一発押し」と書かれた立て札を持って出現し、ボタンを押すと保留アイコンが変化する演出。
あっぱれ魚群祭り
保留が8個溜まると発生することがある演出。発生すると保留アイコンの1つが魚群付きに変化し、その保留消化時の回転で奇数図柄での大当たりとなる。
蒔絵予告
ジャパンモード専用演出。
変動中に画面に蒔絵が表示される演出。通常は黄色の蒔絵だが、色や模様によって期待度が変化する。
『CRAスーパー海物語 IN JAPAN with 桃太郎電鉄』では、『桃太郎電鉄』のキャラクターが出現すると大当たり濃厚となる。
咲乱舞予告
ジャパンモード専用演出。
順目（1・2・3、4・5・6、7・8・9など）が連続で停止する演出。スーパー咲乱舞予告に発展すると期待度が高くなる。
図柄アクション予告
ジャパンモード専用演出。
変動開始時に図柄がズームアップしたり下方向に落ちて行くような動きをする演出。
『PAスーパー海物語 IN JAPAN2 with 太鼓の達人』のスペシャル魚群タイム with 太鼓の達人にも搭載されている。
キャラステップアップ予告
ジャパンモード専用演出。
変動中にキャラクターが出現する演出。「猪・鹿・蝶」と「見ざる・聞かざる・言わざる」の2パターンがあり、「猪・鹿・蝶」は、鹿まで出現するとリーチ成立濃厚となり、蝶まで出現するとスーパーリーチ発展濃厚となる。「見ざる・聞かざる・言わざる」は出現した時点でスーパーリーチ発展濃厚となる。
『CRAスーパー海物語 IN JAPAN with 桃太郎電鉄』では、『桃太郎電鉄』のキャラクターや汽車が出現すれば大当たり濃厚となる。
巻物予告
ジャパンモード専用演出。
変動中に画面中央に巻物が出現し、ボタンプッシュを促される演出。ボタンを押して表示された絵によって期待度が変化する。
『CRAスーパー海物語 IN JAPAN with 桃太郎電鉄』では、『桃太郎電鉄』のキャラクターが描かれた湯けむりイラストが出現すると奇数図柄での大当たり濃厚となる。
短冊予告
ジャパンモード専用演出。
変動中に画面上部から短冊が落下する演出。短冊の色や柄によって期待度が変化する。
ボタン煽り予告
お祭りモード専用演出。
変動中に画面中心にボタンの幻影が表示される演出。ボタンが表示されて押すと烈!花火大会かジャパンフラッシュのどちらかに発展する。
マリンの金魚すくい予告
お祭りモード専用演出。
変動中にマリンの金魚すくいのシーンが画面に表示される演出。マリンが持っているポイの色や、マリンがすくう物によって期待度が変化する。
『CRAスーパー海物語 IN JAPAN with 桃太郎電鉄』では、貧乏神が出現する場合があり、出現すると大当たり濃厚となる。
キャラカットイン予告
お祭りモード専用演出。
変動中にマリン、ワリン、ウリンのいずれかまたは3人がカットインされる演出。ワリンやウリンの場合は期待度が高くなり、3人の場合はさらに高くなる。『CRAスーパー海物語 IN JAPAN with 桃太郎電鉄』では、『桃太郎電鉄』のキャラクターがカットインされると大当たり濃厚となる。
火花前兆予告
お祭りモード専用演出。
変動開始時、画面に赤い火花の閃光が出現する演出。激しい火花が出現した場合は期待度が高くなり、虹色の火花が出現した場合は大当たり濃厚となる。
竿燈予告
お祭りモード専用演出。
竿燈が裏返りアイテムが出現する予告。出現したアイテムによって期待度が変化する。タツノオトシゴ、風車、蚊取り線香、ひょっとこのお面、狐のお面のいずれかが出現し、ひょっとこのお面と狐のお面はスーパーリーチ発展濃厚となる。真ん中の竿燈が裏返った場合もスーパーリーチ発展濃厚となる。
『CRAスーパー海物語 IN JAPAN with 桃太郎電鉄』では、『桃太郎電鉄』のキャラクターが出現すれば大当たり濃厚となる。
お囃子予告
お祭りモード専用演出。
変動中にお囃子の音が鳴る演出。通常のお囃子の音とは異なる音が鳴り、台が赤く光るとスーパーリーチ濃厚となる。
うちわ予告
お祭りモード専用演出。
変動中にうちわが出現する演出。通常は青色だが、赤色のうちわが出現するとスーパーリーチ濃厚となる。文字が書いてある場合があり、その場合は怪、涼、氷、祭、群、突のいずれかが書いてある。群は魚群出現濃厚となり、突はジャパンフラッシュ発生濃厚となる。
『CRAスーパー海物語 IN JAPAN with 桃太郎電鉄』では、『桃太郎電鉄』のキャラクターがうちわに出現する場合があり、発生すれば大当たり濃厚となる。
線香花火予告
お祭りモード専用演出。
画面左側に線香花火が出現する演出。線香花火がある状態でリーチが発生し、花火の部分が落ちると大当たり濃厚となる。
金富士予告
金富士ゾーン専用演出。
背景の光が変化する演出。光が強いほど期待度が高くなる。
鷹ストック
金富士ゾーン専用演出。
画面下部に鷹が停止する演出。発生するとテンパイ煽り予告に発展し、鷹スベリ予告が発生する可能性が高くなる。
テンパイ煽り予告
金富士ゾーン専用演出。
上段図柄停止後に下段図柄がすぐに止まらずリーチ発生を煽る演出。ダブルリーチ煽りだと期待度が高くなり、リーチが成立すると大当たり濃厚となる。
『Pスーパー海物語 IN JAPAN2 金富士バージョン』の返り咲け華唱ゾーンでは、リーチが成立するとシルエット演出に発展する。
鷹スベリ予告
金富士ゾーン専用演出。
テンパイ煽り予告が発生した際に、鷹が下段の右から左に横切り下段を滑らせる演出。鷹ストックが発生していると発生しやすくなる。
扇予告
『Pスーパー海物語 IN JAPAN2』より搭載。ジャパンモード専用演出。
変動中にさまざまな絵柄が描かれた扇が出現する演出。絵柄によって期待度が変化する。
障子予告
『Pスーパー海物語 IN JAPAN2』より搭載。ジャパンモード専用演出。
変動中に障子が出現する演出。障子に映し出されるシルエットによって期待度が変化する。
ウリン予告
『Pスーパー海物語 IN JAPAN2』より搭載。ジャパンモード専用演出。
変動中に画面右下にいるウリンがセリフを言う演出。セリフの内容と文字色によって期待度が変化する。選択している地方によってセリフが変化する。
うちわ煽り予告
『Pスーパー海物語 IN JAPAN2』より搭載。お祭りモード専用演出。
変動中にミニキャラがうちわで下段図柄を仰ぐ演出。リーチ成立でスーパーリーチ発展濃厚となる。
まとい予告
『Pスーパー海物語 IN JAPAN2』より搭載。お祭りモード専用演出。
変動中にまといを持ったミニキャラが出現し、まといを振り回す演出。まといの絵柄で期待度が変化する。
のぼり予告
『Pスーパー海物語 IN JAPAN2』より搭載。お祭りモード専用演出。
変動中に背景ののぼりの色が変化する演出。色によって期待度が変化する。
マリンの射的ゲーム
『Pスーパー海物語 IN JAPAN2』より搭載。お祭りモード専用演出。
マリンが縁日で射的ゲームをする演出。マリンが射止めた物によって期待度が変化する。
ボタン煽り予告
『Pスーパー海物語 IN JAPAN2』より搭載。お祭りモード専用演出。
変動中にボタンアイコンの残像が出現する演出。残像が実体化してボタンを押すとさまざまな演出に発展する。
スピードアップ
『Pスーパー海物語 IN JAPAN2』より搭載。確変中専用演出。
変動のスピードが通常より早くなる演出。スピードアップ中にリーチが成立すると大当たり濃厚となる。
五線譜ステップアップ予告
『Pスーパー海物語 IN JAPAN2』より搭載。スペシャルアイマリンタイム専用演出。
変動中に円形の五線譜が出現する演出。五線譜の数が増えるほど期待度が上がり、アイマリンが出現すればスーパーリーチ発展濃厚となる。
カットインステップアップ予告
『Pスーパー海物語 IN JAPAN2』より搭載。スペシャルアイマリンタイム専用演出。
変動中にアイマリンがカットインされる演出。カットインの色によって期待度が変化する。
2Dカットイン予告
『Pスーパー海物語 IN JAPAN2 金富士バージョン』に搭載。華唱ゾーン専用演出。
変動中にワリンの、2Dイラストがカットインされる演出。ステップ5まで存在し、ステップ5まで到達すると期待度が高くなる。
どんかつ予告
『PAスーパー海物語 IN JAPAN2 with 太鼓の達人』に搭載。スペシャル魚群タイム with 太鼓の達人専用演出。
画面左右にいる和田どんと和田かつがさまざまな動きをする演出。動きによって期待度が変化する。
前口上前兆
『Pスーパー海物語 IN JAPAN2 金富士バージョン』に搭載。
変動中に波紋が出現する演出。波紋の中からマリンが映し出されたら前口上リーチに発展する。
太陽前兆予告
『Pスーパー海物語 IN JAPAN2 金富士バージョン』に搭載。金富士ゾーン専用演出。
変動開始時に画面の太陽が強く光る演出。虹色に輝いたら大当たり濃厚となる。
鷹の羽前兆予告
『Pスーパー海物語 IN JAPAN2 金富士バージョン』に搭載。金富士ゾーン専用演出。
変動中に画面上部から鷹の羽が落ちてくる演出。羽の色が赤いと期待度が高くなる。
華唱あおり予告
『Pスーパー海物語 IN JAPAN2 金富士バージョン』に搭載。華唱ゾーン専用演出。
変動中にワリンが出現し、「ふたりの海物語」を歌ってリーチ成立を煽る演出。リーチが成立すると、ワリンリーチまたは3人娘リーチに発展する。
レーザー予告
『Pスーパー海物語 IN JAPAN2 金富士バージョン』に搭載。華唱ゾーン専用演出。
変動中にスポットライトのレーザーが光る演出。レーザーが3つだとチャンス目停止の期待度が高くなる。レーザーが5つだとリーチ成立濃厚となる。

## チャンスボタン演出
ブレーキアクション
リーチ後から図柄停止までの間にボタンを押すと変動中の中段図柄が反応しブレーキアクションをする。中段図柄の目が大きくなると期待度がやや高くなる。炎目になると期待度がさらに高くなり、ハート目になると奇数図柄での大当たり濃厚となる。
奇数昇格演出
偶数図柄で大当たりをした瞬間にボタンを押すと、奇数昇格演出が発生する場合のみミスマリンちゃんがカットインされる演出。大当たりラウンド中のBGMが条件を満たしていなくてもプレミアムソングが全曲開放となる。
『CRAスーパー海物語 IN JAPAN with 桃太郎電鉄』では、『桃太郎電鉄』のキャラクターがカットインされる。
図柄アクション予告
リーチが成立した際に画面をタッチすると図柄が動き、アイコンを表示させる演出。アイコンは星、エクスクラメーションマーク、音符、ハートの4種類があり、音符の場合はスーパーリーチ発展濃厚（ノーマルリーチに発展した場合は大当たりまたは半コマズレ）、ハートの場合は大当たり濃厚となる。
裏ボタン演出
マリンちゃんリーチが発生した際に画面をタッチすると、マリンがさまざまなアクションを行う演出。『Pスーパー海物語 IN JAPAN2』以降は、十字キーの中央ボタンを押すことでも発生する。マリンが右手を振る、左手を振る、ダブルピースをするの3種類がある。左手を振った場合は期待度が高くなる。ダブルピースの場合は大当たり濃厚となる。
テンパイ煽り中裏ボタン
『Pスーパー海物語 IN JAPAN2 金富士バージョン』に搭載。金富士ゾーン専用演出。
鷹すべりまたはテンパイ煽りが発生した際にボタンを長押しすると、下段図柄の目に変化が起こる演出。目が大きくなると期待度が少し高くなる。炎目になると期待度が大幅に高くなる。ハート目になると大当たり濃厚。

## リーチ演出
ノーマルリーチ
特に何も起こらないリーチ演出。期待度は低い。シングルリーチ及びダブルリーチのどちらからも発展する。通常時に半コマズレ停止をすると再始動が発生する可能性が高くなっている。ST中は期待度が高くなっており、大当たりまたは半コマズレのハズレとなる（半コマズレ停止でも再始動する場合がある）。
珊瑚礁リーチ
海モード専用演出。
シングルリーチから発展し、画面下部から珊瑚礁が出現する演出。期待度は予告により変化する。
『CRAスーパー海物語 IN JAPAN with 桃太郎電鉄』では、珊瑚礁の周囲にエンゼルがいると大当たり濃厚となる。
熊手リーチ
ジャパンモード専用演出。
シングルリーチから発展し、画面下部から熊手が出現する演出。熊手の中に大入りの札があると期待度が高くなる。
『CRAスーパー海物語 IN JAPAN with 桃太郎電鉄』では、熊手の周囲にエンゼルがいると大当たり濃厚となる。
図柄神輿リーチ
お祭りモード専用演出。
シングルリーチから発展し、画面下部から図柄神輿が出現する演出。発展直後に表示されるタッチアイコンは通常は緑色だが、赤色や魚群柄の場合は期待度が高くなる。
『CRAスーパー海物語 IN JAPAN with 桃太郎電鉄』では、図柄神輿の周囲にエンゼルがいると大当たり濃厚となる。
宝船リーチ
『Pスーパー海物語 IN JAPAN2』より搭載。ジャパンモード専用演出。
シングルリーチから発展し、画面下部から宝船が出現する演出。宝船の帆に富士山が描かれていると期待度が高くなる。
黒潮リーチ
海モード専用演出。
シングルリーチから発展し、画面に黒潮が流れる演出。黒潮の中に海ガメやエイがいると期待度が高くなる。
『CRAスーパー海物語 IN JAPAN with 桃太郎電鉄』では、『桃太郎電鉄』のキャラクターが出現すると大当たり濃厚となる。
日本画リーチ
ジャパンモード専用演出。
シングルリーチから発展し、背景に富士山が描かれた日本が出現する演出。リーチ中に通過する鶴の数が多いと期待度が高くなる。
『CRAスーパー海物語 IN JAPAN with 桃太郎電鉄』では、ヘリコプターが出現すると奇数図柄での大当たり濃厚となる。
仕掛け花火リーチ
お祭りモード専用演出。
シングルリーチから発展し、画面に仕掛け花火が出現する演出。背景の夜空に花火と分裂花火があると期待度が高くなる。
『CRAスーパー海物語 IN JAPAN with 桃太郎電鉄』では、仕掛け花火に桃太郎の顔が出現すれば大当たり濃厚となる。
浮世絵リーチ
『Pスーパー海物語 IN JAPAN2』より搭載。ジャパンモード専用演出。
シングルリーチから発展し、背景に浮世絵が現れる演出。富士山が出現すると期待度が高くなる。
ナイアガラ花火リーチ
『Pスーパー海物語 IN JAPAN2』より搭載。お祭りモード専用演出。
シングルリーチから発展し、背景にナイアガラ花火が出現する演出。
マリンちゃんリーチ
海モード専用演出。
ダブルリーチから発展し、画面上部からマリンが登場する演出。期待度は予告により変化する。
『CRAスーパー海物語 IN JAPAN with 桃太郎電鉄』では、マリンが駅員の服装で出現すると大当たり濃厚となる。
日本舞踊リーチ
ジャパンモード専用演出。
ダブルリーチから発展し、画面上部から和装のマリンが登場する演出。マリンが持っている扇子が通常と異なる物の場合や、中段図柄が跳ねながら移動すると期待度が高くなる。
『CRAスーパー海物語 IN JAPAN with 桃太郎電鉄』では、マリンが駅員の服装で出現すると大当たり濃厚となる。
『CRスーパー海物語 IN JAPAN 金富士バージョン』では、金色のマリンが登場すると大当たり濃厚となる。
盆踊りリーチ
お祭りモード専用演出。
ダブルリーチから発展し、画面上部から盆踊りを踊るマリンが登場する演出。背景の夜空に花火と分裂花火があると期待度が高くなる。
『CRAスーパー海物語 IN JAPAN with 桃太郎電鉄』では、マリンが駅員の服装で出現すると大当たり濃厚となる。
マリン和傘リーチ
『Pスーパー海物語 IN JAPAN2』より搭載。ジャパンモード専用演出。
ダブルリーチから発展し、画面上部から和傘を持ったマリンが登場する演出。和傘に富士山が描かれていれば期待度が高くなる。
ウリンチャンス
左上・右上・中央・左下・右下の順にハリセンボン・タコ・カメ・サメ・エビが停止すると必ず発生する。ウリンが登場し画面タッチを促される。画面をタッチしてジャパンフラッシュが発生すると奇数図柄大当たりとなる。
『CRスーパー海物語 IN JAPAN 金富士バージョン』では、金色のウリンが登場すると大当たり濃厚となる。
豪華絢爛リーチ
海モード及びジャパンモード専用演出。
スーパーリーチ中に大漁旗がカットインされることで発展する。画面に桜吹雪が表示され、中段図柄が奥から手前に近づいてくるような演出になる。
『CRAスーパー海物語 IN JAPAN with 桃太郎電鉄』では、演出中に桃が出現すれば大当たり濃厚となる。
ワリンチャンス（横笛リーチ）
ジャパンモード専用演出。
同一図柄が非テンパイ形で液晶画面内に3つ停止すると発展する場合がある。青色の横笛を持ったワリンが登場し、赤色の横笛の場合は期待度が高くなる。
画面上ではワリンチャンスと表示されるが、公式サイト等では横笛リーチと掲載されている。
和太鼓リーチ
お祭りモード専用演出。
和太鼓を演奏するマリンが出現し、画面タッチを促される演出。タッチアイコンの色が赤色や魚群柄の場合は期待度が高くなる。
『CRAスーパー海物語 IN JAPAN with 桃太郎電鉄』では、画面手前側に『桃太郎電鉄』のキャラクターが出現すれば大当たり濃厚となる。
打ち上げチャレンジ
お祭りモード専用演出。
変動中またはリーチ中に中段に打ち上げチャレンジ図柄が停止すると発展する。ワリンが登場し、ボタンプッシュを促される。ボタンを押して花火が咲くと大当たりになる。
『CRAスーパー海物語 IN JAPAN with 桃太郎電鉄』では、ワリンが花火玉の代わりに桃を入れると大当たり濃厚となる。
『CRスーパー海物語 IN JAPAN 金富士バージョン』では、金色のワリンが登場すると大当たり濃厚となる。
『Pスーパー海物語 IN JAPAN2』では、中段に打ち上げチャレンジ図柄が停止することで発展する。
ワリン演歌演出
『CRスーパー海物語 IN JAPAN 金富士バージョン』に搭載。
変動中に「ふたりの海物語」の前口上が発生し、中央列に2・2・3（富士山）図柄が停止する演出。3回連続で発生すると大当たりとなる。
前口上リーチ
『Pスーパー海物語 IN JAPAN2 金富士バージョン』に搭載。
変動中に「ふたりの海物語」の前口上が発生し、中央列に2・2・3（富士山）図柄が停止する演出。3回連続で発生すると大当たりとなる。マリン、ワリン、ウリンの3人が登場する。
鷹チャンス
金富士ゾーン専用演出。
画面上部に出現した鷹が手前側に飛んできてボタンプッシュを促される演出。ボタンを押してジャパンフラッシュが鳴れば大当たりとなる。
ワリン流鏑馬リーチ
『Pスーパー海物語 IN JAPAN2』より搭載。ジャパンモード専用演出。
ワリンが流鏑馬をする演出。
タッチ形成演出
『Pスーパー海物語 IN JAPAN2』より搭載。ジャパンモード専用演出。
スーパーリーチ発展時、2羽の鶴が出現し嘴でタッチアイコンを出現させる演出。タッチアイコンの柄によって期待度が変化する。画面をタッチすると泡、魚群、ジャパンフラッシュのいずれかが発生する。
スーパーリーチ中ランプ予告
『Pスーパー海物語 IN JAPAN2』より搭載。
スーパーリーチ発展時にボタンを押すとJAPANロゴが点滅する演出。光の色によって期待度が変化する。
ワリンリーチ
『Pスーパー海物語 IN JAPAN2 金富士バージョン』に搭載。華唱ゾーン専用演出。
リーチ成立直後にステージの上に立っているワリンがセリフを言う演出。画面タッチが促され、タッチしてジャパンフラッシュが鳴れば大当たりとなる。セリフによって期待度が変化する。
3人娘リーチ
『Pスーパー海物語 IN JAPAN2 金富士バージョン』に搭載。華唱ゾーン専用演出。
華唱あおり予告からリーチが成立すると発展することがある。マリン、ワリン、ウリンがステージ上で「ふたりの海物語」を歌いながら登場し、画面タッチを促される演出。
シルエット演出
『Pスーパー海物語 IN JAPAN2 金富士バージョン』に搭載。返り咲け華唱ゾーン専用演出。
リーチ成立後にボタンプッシュが促され、押すとマリン、ワリン、ウリンのシルエットが登場することがある演出。

## プレミアム演出
泡系プレミアム
泡予告に関するプレミアム演出。数種類存在する。
超泡
泡が途切れずに図柄が揃うまで出現し続ける演出。
クジラッキー泡
クジラッキーが入った泡が出現する演出。
レインボー泡
レインボー色の泡が出現する演出。
泡&魚群
泡予告が発生した直後に魚群予告が発生する演出。
泡割れ
泡予告が発生した直後に泡が割れる演出。
V字泡
Vの字をかたどった泡が出現する演出。
クジラブリー泡
クジラッキーが入った泡とクジラブリーが出現する演出。
ミスマリン泡
ミスマリンちゃんが入った泡が出現する演出。
メガ泡
大泡よりさらに大きい泡が出現する演出。
金泡
『CRスーパー海物語 IN JAPAN 金富士バージョン』、『Pスーパー海物語 IN JAPAN2 金富士バージョン』、『PAスーパー海物語 IN JAPAN2 金富士99バージョン』に搭載。
金色の泡が出現する演出。
白泡
『Pスーパー海物語 IN JAPAN2』より搭載。
白い泡が発生する演出。設定HIGH濃厚となる。
和田どん泡
『PAスーパー海物語 IN JAPAN2 with 太鼓の達人』より搭載。
和田どんが入った泡が出現する演出。
魚群系プレミアム
魚群予告に関するプレミアム演出。数種類存在する。
赤魚群
赤魚群（実際には赤色と紫色が混ざったような魚群）が出現する演出。後述のサム系プレミアムに発展する。
超魚群
魚群が途切れずに図柄が揃うまで出現し続ける演出。
逆魚群
画面左側から魚群が出現する演出。通常は画面右側から出現する。
スパイラル魚群
魚群がスパイラル状に流れる演出。
中段魚群
中段の位置にのみ魚群が出現する演出。
魚群&クジラッキー
魚群と一緒にクジラッキーが出現する演出。
前面魚群
魚群が図柄の前面を流れる演出。通常は図柄の後ろを流れる。
回転魚群
魚群が回転する演出。
ぎっしり魚群
画面の背景が見えなくなるほどの魚群が出現する演出。
魚群&リーチ図柄
魚群の最後尾にリーチ図柄が1体出現する演出。
クジラッキー群
魚群の代わりにクジラッキーの群れが出現する演出。
V字魚群
黄色の魚がV字になって出現する演出。
メガ魚群
巨大な魚の群れが出現する演出。
旧魚群
初代『海物語』に登場したドットの魚群が出現する演出。
スロー魚群
魚群が通常よりも遅い動きで流れる演出。
ミニ魚群
小さな魚の群れが出現する演出。
一時停止魚群
魚群が流れる際に一時停止する演出。
ご当地魚群（ご当地怪獣）
魚群と一緒に日本の各地方を象徴する物が一緒に出現する演出。ご当地選択で選択した地方に合わせた物が出現する。ご当地選択を無しにしている場合は発生しない。
『CRAスーパー海物語 IN JAPAN with 桃太郎電鉄』では、ご当地魚群の代わりにその地域の名物をモチーフにしたご当地怪獣が出現する。
白魚群
『Pスーパー海物語 IN JAPAN2』より搭載。
白い魚群が出現する演出。出現するとHIGH設定濃厚となる。
スペシャル魚群
『Pスーパー海物語 IN JAPAN2』より搭載。スペシャルアイマリンタイム専用演出。
ポリゴン状の魚群が発生する演出。スーパーリーチ発生時ボタンプッシュが促され、ボタンを押すと出現することがある。
サム系プレミアム
各スーパーリーチ中にサムが出現すれば奇数図柄での大当たりが濃厚となる。遊パチ版及び金富士バージョンではマックスラウンド大当たり濃厚となる。
マッスル珊瑚礁リーチ
海モード専用演出。
シングルリーチから発展する。珊瑚礁リーチが発生した際に、サムが画面下部から珊瑚礁を持ち上げて登場する。
ダイビングリーチ
海モード専用演出。
シングルリーチから発展する。黒潮リーチが発生した際に、画面右側からサムが泳いで登場する。
ポージングリーチ
海モード専用演出。
ダブルリーチから発展し、マリンの代わりにサムが画面上部から登場する。
熊手サムリーチ
ジャパンモード専用演出。
シングルリーチから発展する。熊手リーチが発生した際に、サムが画面下部から熊手を持ち上げて登場する。
日本画サムリーチ
ジャパンモード専用演出。
シングルリーチから発展する。日本画リーチが発生した際に、サムが画面下部から登場する。
『CRスーパー海物語 IN JAPAN 金富士バージョン』では、金色のサムが登場する。
日本舞踊サムリーチ
ジャパンモード専用演出。
ダブルリーチから発展し、和装のマリンの代わりに褌姿のサムが登場する。マリンと同じく扇子を振る。
サムチャンス
ジャパンモード専用演出。
同一図柄が非テンパイ形で液晶画面内に3つ停止すると発展する場合がある。通常はワリンチャンスに発展するが、ワリンの代わりにサムが登場する演出。
図柄神輿サムリーチ
お祭りモード専用演出。
シングルリーチから発展する。図柄神輿リーチが発生した際に、サムが画面下部から図柄神輿を持ち上げて登場する。
仕掛け花火サムリーチ
お祭りモード専用演出。
シングルリーチから発展する。仕掛け花火リーチが発生した際に、仕掛け花火にサムの顔が写し出される。
盆踊りサムリーチ
お祭りモード専用演出。
ダブルリーチから発展し、マリンの代わりにサムが登場して盆踊りを踊る演出。
和太鼓サムリーチ
お祭りモード専用演出。
和太鼓リーチに発展した際に、マリンの代わりにサムが和太鼓を演奏する演出。
『CRスーパー海物語 IN JAPAN 金富士バージョン』では、金色のサムが登場する。
マッスル宝船リーチ
『Pスーパー海物語 IN JAPAN2』より搭載。ジャパンモード専用演出。
シングルリーチから発展する。宝船リーチが発生した際に、サムが画面下部から宝船を持ち上げて登場する。
サム和傘リーチ
『Pスーパー海物語 IN JAPAN2』より搭載。ジャパンモード専用演出。
ダブルリーチから発展し、マリンの代わりに和傘を持ったサムが登場する。
ナイアガラ花火サムリーチ
『Pスーパー海物語 IN JAPAN2』より搭載。お祭りモード専用演出。
シングルリーチから発展する。ナイアガラ花火リーチが発生した際にサムが登場する。
ボイスプレミアム
変動開始時などにマリン、ワリン、ウリン、サム、ミスマリンちゃんのいずれかのボイスが流れる演出。
枠外プレミアム
図柄が枠外で揃った場合、効果音の後に図柄が枠内に移動し大当たりとなる演出。必ず発生する訳ではない。
枠上プレミアム
中段図柄と下段図柄が同じ図柄で停止した際、全図柄が上方向に移動して図柄が揃った状態で戻る演出。
枠下プレミアム
中段図柄と上段図柄が同じ図柄で停止した際、全図柄が下方向に移動して図柄が揃った状態で戻る演出。
裏サメ停止
1図柄と9図柄のダブルリーチの際に中段の中央に裏4が停止する演出。停止すると再始動が発生し、1図柄か9図柄のどちらかでの大当たりとなる。
タッチ全回転
変動中に画面がブラックアウトし、画面タッチを促され全回転が発生する演出。奇数図柄での大当たりが濃厚となる。
最長突破当たり
ロングリーチから発展する。
ノーマルリーチにおいてのロングリーチでは、マリンが登場した後にジャパンフラッシュが鳴って大当たりとなる。
スーパーリーチにおいてのロングリーチでは、ジャパンフラッシュが鳴り大当たりとなる。
即当たり
リーチ成立直後に全図柄がバウンドストップして大当たりになる演出。
突当たり
リーチが成立したが、リーチ成立を知らせるのボイスが流れずそのまま大当たりになる演出。
ビタ止まり
リーチ成立中に中段の図柄が壁にぶつかったかのように停止して大当たりになる演出。
中段図柄バウンドストップ
ノーマルリーチから発展する。リーチ中に中段図柄が停止する際にバウンドしながら停止し、再始動が発生して大当たりになる演出。
オール同図柄プレミアム
変動停止時、上段・中段・下段それぞれに同じ図柄が3つずつ停止する演出。合計で9個出現する。
親子図柄変化プレミアム
リーチ成立時、リーチになった上段図柄と下段図柄、中段の全ての図柄が親子図柄（2図柄、7図柄、8図柄）と単体図柄（1図柄、3図柄、4図柄、5図柄、6図柄、9図柄）が入れ替わる演出。
オール当たりプレミアム
ノーマルリーチ発展時、中段の図柄が全てリーチ図柄に変化する演出。
リベンジプレミアム
半コマズレハズレ時、直後に画面に映っている全図柄の表情が変化し、中段の図柄が動いて大当たりになる演出。
ブラックアウトリベンジプレミアム
スーパーリーチハズレ後の次回転でブラックアウトが発生し画面タッチを促される演出。タッチまたはボタンを押すとジャパンフラッシュが発生し奇数図柄大当たりとなる。
逆変動
図柄が左側から右側に変動する演出。通常は右側から左側に変動する。
上下段図柄逆変動
変動開始時、上段図柄と下段図柄が左側から右側に変動する演出。
中段図柄逆変動
リーチ成立時、中段図柄が左側から右側に変動する演出。
クジラプレミアム
リーチ成立時、巨大なクジラが出現する演出。
入れ替わりプレミアム
6図柄の数字が反転して9図柄に変化する演出。3つのパターンがある。
中図柄回転
9図柄のシングルリーチの際に中段に6図柄が停止して、中段の6図柄の数字が反転して9図柄に変化して大当たりになる演出。
上下図柄回転
6図柄のシングルリーチの際に中段に9図柄が停止して、上段と下段の6図柄の数字が反転して9図柄に変化して大当たりになる演出。
リーチ図柄回転
6図柄のシングルリーチの際に発生し、上段と下段の数字が反転して9図柄のリーチに変化する。
ドデカ図柄
リーチ成立時、中段に巨大化したリーチ図柄が専用の効果音とともに出現する演出。
3・4・1図柄停止
『CRAスーパー海物語 IN JAPAN with 桃太郎電鉄』、『CRスーパー海物語 IN JAPAN 金富士バージョン』、『Pスーパー海物語 IN JAPAN2 金富士バージョン』、『PAスーパー海物語 IN JAPAN2 金富士99バージョン』に搭載。
中央列に3・4・1図柄が停止する演出。発生すると大当たり濃厚となる。
初代海物語リーチ
珊瑚礁リーチ及びマリンちゃんリーチが、初代『海物語』のグラフィックに変化する演出。
ブランク図柄クジラッキープレミアム
リーチ成立時、中段のブランク図柄がクジラッキーに変化する演出。クジラブリーと一緒に登場する場合もある。
コマ送り停止
リーチ成立時、中段図柄がコマ送りのように停止する演出。
ミスマリンカットイン
リーチ成立直後にミスマリンちゃんがカットインされる演出。
『CRスーパー海物語 IN JAPAN』シリーズでは7代目ミスマリンちゃん（茜音、高嶋香帆、栗咲寛子）が、『Pスーパー海物語 IN JAPAN2』シリーズでは8代目ミスマリンちゃん（チェルシーリナ、鈴川亜美、宮沢セイラ）がそれぞれ登場する。
キャラクターカットイン
『CRAスーパー海物語 IN JAPAN with 桃太郎電鉄』と『PAスーパー海物語 IN JAPAN2 with 太鼓の達人』に搭載。
リーチ成立直後にキャラクターがカットインされる演出。
『CRAスーパー海物語 IN JAPAN with 桃太郎電鉄』では『桃太郎電鉄』のキャラクターが、『PAスーパー海物語 IN JAPAN2 with 太鼓の達人』では『太鼓の達人』のキャラクターがそれぞれ登場する。
スリの銀次予告
『CRAスーパー海物語 IN JAPAN with 桃太郎電鉄』に搭載。
変動中にスリの銀次が出現し、不要な図柄を消して奇数図柄での大当たりになる演出。
貧乏神とりつき予告
『CRAスーパー海物語 IN JAPAN with 桃太郎電鉄』に搭載。
中段に貧乏神が取り憑く演出。発生すると何変動後かに大当たりとなる。
うんち予告
『CRAスーパー海物語 IN JAPAN with 桃太郎電鉄』に搭載。
リーチ中にうんちが出現し、中段図柄をビタ止まりさせて大当たりに導く演出。
背景矛盾演出
『CRAスーパー海物語 IN JAPAN with 桃太郎電鉄』に搭載。
6回のSTの消化が終わっても時短に移行せず、そのままSTが続く演出。
ジャパンゴールド演出
『CRスーパー海物語 IN JAPAN 金富士バージョン』に搭載。各予告やリーチで金色に変化したキャラクターが出現する演出。日本舞踊リーチ、打ち上げチャレンジ、ウリンチャンス、泡予告、背景キャラ通過予告で発生する。
プレミアム押しボタン
『Pスーパー海物語 IN JAPAN2』より搭載。海モード及びお祭りモード専用演出。
リーチ成立直後に、画面に8代目ミスマリンちゃんとボタンアイコンが出現する演出。ボタンを押すとジャパンフラッシュが発生し奇数図柄大当たり濃厚となる。
『PAスーパー海物語 IN JAPAN2 with 太鼓の達人』では、8代目ミスマリンちゃんではなく『太鼓の達人』のキャラクターが出現する。
チャンス目エフェクト
『PAスーパー海物語 IN JAPAN2 with 太鼓の達人』に搭載。
チャンス目停止時に、和田どんの顔が中心にある花火のエフェクトが出現する演出。
キャラ登場予告
『PAスーパー海物語 IN JAPAN2 with 太鼓の達人』に搭載。
変動中に『太鼓の達人』のキャラクターが登場する演出。
リーチ後太鼓プレミアム
『PAスーパー海物語 IN JAPAN2 with 太鼓の達人』に搭載。
スーパーリーチ発展後に『太鼓の達人』をモチーフにしたゲームが始まる演出。魚群の達人予告とは違い、図柄が音符になっている。
金衣装全回転
『Pスーパー海物語 IN JAPAN2 金富士バージョン』に搭載。
金衣装を着たマリン、ワリン、ウリンが登場し、「あゝ金富士」の前口上が流れる全回転演出。

## 大当たりラウンド演出

### 大当たりラウンド突入前
図柄再抽選
『CRスーパー海物語 IN JAPAN 金富士バージョン』、『Pスーパー海物語 IN JAPAN2 金富士バージョン』、『PAスーパー海物語 IN JAPAN2 金富士99バージョン』に搭載。図柄が揃った直後に突入する昇格演出。
『CRスーパー海物語 IN JAPAN 金富士バージョン』では、マリンの「タッチして」というセリフの後に画面タッチまたはボタンプッシュを促され、タッチまたはプッシュすると偶数図柄、奇数図柄、GOLDクジラッキー図柄のいずれかが出現する。
『Pスーパー海物語 IN JAPAN2 金富士バージョン』と『PAスーパー海物語 IN JAPAN2 金富士99バージョン』では、マリン、ワリン、サムのいずれかが出現し、「タッチして」というセリフの後に画面タッチまたはボタンプッシュを促され、タッチまたはプッシュすると偶数図柄、奇数図柄、GOLDクジラッキー図柄のいずれかが出現する。通常はマリンが出現するが、ワリンが出現すると昇格の期待度が高くなる。サム出現時やタッチアイコンが金色だとGOLDクジラッキー出現濃厚となる。

### 大当たりラウンド中
ジャパンフラッシュチャンス
海モード専用演出。通常大当たりのラウンド中に発生する昇格演出。
大当たりラウンド中にジャパンフラッシュが鳴る演出。画面右上の図柄が小さい泡を出す場合があり、泡が大きくなれば演出発生濃厚となる。
ミニスロット
『CRスーパー海物語 IN JAPAN』に搭載。
ジャパンモード専用演出。通常大当たりのラウンド中に発生する昇格演出。
画面下部のミニスロットが最大5回動く演出。図柄が揃うと確変昇格となる。スロット枠が炎に包まれると期待度が高くなる。ジュゴン図柄がリーチになると確変昇格濃厚となる。
打ち上げチャレンジ
お祭りモード専用演出。通常大当たりのラウンド中に発生する昇格演出。 3R、7R、10Rで発生する場合がある。
マリンが煙火筒に花火玉を入れ、画面タッチを促される。花火が開けば確変に昇格する。マリンがお尻で花火玉を入れたり、背景の満月にウサギがいると期待度が高くなる。
桃鉄チャンス
『CRAスーパー海物語 IN JAPAN with 桃太郎電鉄』に搭載されている昇格チャンス演出。
大当たりラウンド開始直後に『桃太郎電鉄』のゲーム画面のような場面に発展する。サイコロを振ってスペシャルラッキーを目指す。
サイコロを振る前にカードを引く。急行カード、ぶっとびカード、目的地カード、リニアカードの4種類があり、目的地カードとリニアカードは期待度が高くなる。
サイコロを振る前にニュース速報が出現したり、ご当地怪獣が通過したり、銀河鉄道背景が出現した場合は保留内大当たり濃厚となる。
夜叉姫ルーレット
『CRAスーパー海物語 IN JAPAN with 桃太郎電鉄』の大当たり7ラウンド目消化後(≒エンディング時)に発生することがある昇格チャンス演出。
夜叉姫と日本地図が描かれたパネルが現れルーレットが始まる。「もう1回」または「16R」のどちらかが出現し、「もう1回」を引いた場合は保留内大当たり濃厚となる。「16R」を引いた場合は消化していた大当たりが16ラウンド大当たりに昇格(=演出発生後に残りの9R分を消化)する。
襖チャンス
『Pスーパー海物語 IN JAPAN2』に搭載。
ジャパンモード専用演出。通常大当たりのラウンド中に発生する昇格演出。 3Rで襖が閉まると発生する。
マリン、ワリン、ウリンのいずれかがシャッフル後に選択され、キャラクター決定後に画面タッチを促される。画面をタッチしてジャパンフラッシュが発生すると確変昇格となる。ウリンが選択された場合は期待度が高くなる。
太鼓チャンス
『PAスーパー海物語 IN JAPAN2 with 太鼓の達人』に搭載。
ラウンド開始時に『太鼓の達人』のようなゲームが始まる演出。スタート時に難易度をふつう、むずかしい、おにの3種類からボタンプッシュで選択する。難易度選択後に楽曲が「夏祭り」、「六兆年と一夜物語」、「Marine Mirage」から1曲ランダムで決まる。ゲームをクリアすると確変昇格、10ラウンド昇格、金保留獲得のいずれかが発生する。この演出は必ず発生する訳ではないが、もし発生した場合、必ず演出が成功するようになっている(=つまり、演出中に全くボタン操作等をしなくても抽選結果には一切影響がない)。なお、奇数図柄大当たり時にも発生する可能性があり、その場合は、10ラウンド昇格or金保留獲得のどちらかが濃厚となる。
連打チャンス
『PAスーパー海物語 IN JAPAN2 with 太鼓の達人』に搭載。
大当たり時の5ラウンド消化後に発生することがある昇格演出。ボタンを連打すると和田どんが太鼓を連打し提灯に灯りがつく。全ての提灯に灯りがついたら見事10ラウンド確変大当たりに昇格となる(=演出後に残りの5R分を消化)。なお、この演出も発生時点で成功が濃厚となっている(=ボタン操作等を一切行わなくても必ず成功する)。

### 大当たりラウンド終了後
エンディングチャンス
偶数図柄揃いの大当たりでラウンド中にSUPER LUCKYの告知がなく全ラウンドを消化しても、エンディングで「もう1回」の文字とともにサムまたはミスマリンちゃんが登場し、確変大当たりであることを告知されることがある。
背景変化
偶数図柄揃いの大当たりでいつものラウンドのエンディング画面での背景に変化が起こる演出。水面が光っている場合と砂浜に蟹がいる場合は確変昇格の期待度が高くなっており、花火が打ち上がった場合は確変昇格濃厚となる。
金魚群
大当たりラウンド終了後のエンディング画面で金魚群が出現する演出。保留内で奇数図柄揃いの大当たりが濃厚となる。

## その他演出
再始動
リーチが外れた際に、中段図柄が再び動き出して大当たりになる演出。ダブルリーチで発生した場合は奇数図柄での大当たりとなる。
昇格スクロール
通常図柄で大当たりした直後に、図柄が高速に動き出して確変図柄に昇格する演出。
マリンちゃん2段階
マリンちゃんリーチで偶数図柄が揃った直後、マリンが掛け声とともに中段図柄をビンタして再始動が起き、もう片方のリーチ図柄である奇数図柄揃いの大当たりになる演出。
バウンドストップ
ミドルタイプの時短中に発生する。同じ図柄のズレ目停止の際にチャンス目前兆予告が発生せずに、図柄がバウンドして停止する演出。この演出が発生すると、時短から確変（『CRスーパー海物語 IN JAPAN』ではジャパンチャンス、『Pスーパー海物語 IN JAPAN2』と『PAスーパー海物語 IN JAPAN2 with 太鼓の達人』ではお祭りチャンス）に移行する。
ロングリーチ
ノーマルリーチやスーパーリーチが止まらず長く変動し続ける演出。この演出が発生すると機種によってさまざまな演出に発展する。
『CRスーパー海物語 IN JAPAN』では2ラウンド確変大当たり（ジャパンチャンス）に突入する。
『CRAスーパー海物語 IN JAPAN with 桃太郎電鉄』、『CRスーパー海物語 IN JAPAN 金富士バージョン』、『Pスーパー海物語 IN JAPAN2 金富士バージョン』、『PAスーパー海物語 IN JAPAN2 金富士99バージョン』では、最長突破当たりに発展して奇数図柄大当たりとなる。
『Pスーパー海物語 IN JAPAN2』、『PAスーパー海物語 IN JAPAN2 with 太鼓の達人』では、お祭りボーナスに発展する。
法則崩れ
さまざまな予告で発生する。予告なしからスーパーリーチに発展する、魚群予告からノーマルリーチに発展する、大泡予告からスーパーリーチに発展するなどがあり、発生すると大当たり濃厚となる。

## 待機画面演出
魚群チェック
その日の魚群が出現した変動において、魚群が出現した全変動回数に対する大当たりが占めた割合が、「その日の魚群の調子」として5段階で評価される。大当たりが占めた割合が多いほど調子がいいとみなされる。
大当り履歴
過去の大当たり時の液晶図柄、モード、回転数、演出の履歴を見ることができる。
魚群占い
泡や魚群による占いを遊ぶことができる。ただし、占いの結果は実戦結果を予告するものではない。

## ご当地演出
予告演出やリーチ演出などが日本の各地域の名物に変化する演出。ご当地選択なし、北海道地方、東北地方、関東地方、中部地方、近畿地方、中国地方、四国地方、九州地方の9種類がある。
魚群予告の場合は選択された地方の名物が魚群と共に出現する場合がある。マリンちゃんリーチが発生した際には、マリンのセリフが選択された地方の方言になる場合がある。
大当たりラウンドで美人出玉（『Pスーパー海物語 IN JAPAN2』では方言出玉）を選択すると、選択された地方の女性がラウンドムービーに登場する。「海物語 〜Go!Go! SEA STORY〜」を選択すると、選択されている地方をモチーフにした替え歌になる（『CRスーパー海物語 IN JAPAN』シリーズのみ）。
『CRスーパー海物語 IN JAPAN』と『CRAスーパー海物語 IN JAPAN with 桃太郎電鉄』ではホールがご当地を設定するが、『CRスーパー海物語 IN JAPAN 金富士バージョン』以降は待機画面でご当地を選択できるようになった。
『Pスーパー海物語 IN JAPAN2』のジャパンモードでは、選択した地方によって画面右下にいるウリンの衣装が変化する。ウリンのセリフも選んだ地方の方言になる。

## スペシャルアイマリンタイム
リアルタイムロック機能機能を用いた特殊演出モード。『Pスーパー海物語 IN JAPAN2』に搭載。2時間に1回の周期で発生する。スペシャル魚群が発生することで大当たり濃厚となる。
『PAスーパー海物語 IN JAPAN2 with 太鼓の達人』では、「スペシャル魚群タイム with 太鼓の達人」の名前で搭載されている。

### 楽曲
| 機種                                       | 曲名                             | 歌                               |
| ------------------------------------------ | -------------------------------- | -------------------------------- |
| Pスーパー海物語 IN JAPAN2                  | 「DEEP BLUE TOWNへおいでよ」     | teamうみフレ                     |
| Pスーパー海物語 IN JAPAN2                  | 「DEEP BLUE SONG」               | アイマリン（内田彩）             |
| Pスーパー海物語 IN JAPAN2                  | 「アイマリンスペシャルメドレー」 | アイマリン（内田彩）             |
| PAスーパー海物語 IN JAPAN2 with 太鼓の達人 | 「夏祭り」                       | JITTERIN'JINN                    |
| PAスーパー海物語 IN JAPAN2 with 太鼓の達人 | 「六兆年と一夜物語」             | 初音ミク                         |
| PAスーパー海物語 IN JAPAN2 with 太鼓の達人 | 「Marine Mirage」                | アイマリン&アイワリン&アイウリン |

## ジャパンフラッシュ
画面上部にある役物。クジラッキーとバーサライターを用いた役物となっている。変動時の一発告知としての機能を果たしており、演出が発生した時点で大当たり濃厚となる。大当たりラウンド中やエンディング時の昇格演出としても使用されている。一発告知にはショートとロングの2種類があり、ショートは大当たり濃厚、ロングは奇数図柄での大当たり濃厚となる。ロングの場合はバーサライトが画面の前面に降りてきて回転し、絵が浮かび上がる仕様になっている。
『CRAスーパー海物語 IN JAPAN with 桃太郎電鉄』では、『桃太郎電鉄』のキャラクターが浮かび上がる仕様になっている。
『CRスーパー海物語 IN JAPAN 金富士バージョン』では、金の文字や招き猫が浮かび上がる場合がある。

## 大当たり・確変・時短

### CRスーパー海物語 IN JAPAN
確変ループ機となっており、大当たりラウンド終了後は基本的に奇数図柄大当たりだと確変に突入し、偶数図柄大当たりだと100回の時短に突入する。ただし、偶数図柄で当たってもラウンド中にSUPER LUCKYに昇格する場合がある。2ラウンド確変大当たりも搭載されており、3・4・1図柄停止で突入する。2ラウンド確変大当たり終了後は確変（ジャパンチャンス）に突入する。3・4・1図柄停止直後にジャパンフラッシュが発生し16ラウンド確変大当たり（ジャパンボーナス）に突入する場合もある。また、時短中でも内部確変になっていることもあり、その場合は時短終了前までに図柄のバウンドストップが発生し確変（ジャパンチャンス）に突入する。

### CRAスーパー海物語 IN JAPAN with 桃太郎電鉄
ST機となっており、大当たりラウンド終了後は必ず6回のSTと時短に突入する。時短の回数は図柄によって異なる。シリーズの遊パチタイプのSTは5回の物が多いが、本機種では『CRA新海物語 With アグネス・ラム 遊パチ』以来の6回となっている。

### CRスーパー海物語 IN JAPAN 金富士バージョン
ロングST機となっており、図柄が揃うと大当たりラウンドに移行する前に図柄再抽選に突入する。奇数図柄で当たった場合はSUPER LUCKY以上が確定であり、偶数図柄で当たった場合もSUPER LUCKY以上が当選したり、LUCKYに突入してもラウンド途中でSUPER LUCKY以上に昇格したりすることがある。大当たりラウンド終了後は必ずST（ミドルタイプは71回、ライトタイプは51回）に突入する。STの1回転目から20回転目は金富士ゾーンに突入する。金富士ゾーン終了後はいつものSTに移行し、残り5回転になるとカウントダウンゾーンに突入する。カウントダウンゾーン終了後は電チューサポートが無いSTが1回転ある（泣きの1回）。

### Pスーパー海物語 IN JAPAN 2
確変ループ機となっており、大当たりラウンド終了後は基本的に奇数図柄大当たりだと確変に突入し、偶数図柄大当たりだと80回の時短に突入する。ただし、偶数図柄で当たってもラウンド中にSUPER LUCKYに昇格する場合がある。また、時短中でも内部確変になっていることもあり、その場合は時短終了前までに図柄のバウンドストップが発生し確変（お祭りチャンス）に突入する。
ランクアップボーナス（お祭りボーナス）が搭載されており、上段に3図柄、中段に赤クジラッキー、下段に1図柄（3・4・1図柄停止が基になっている）が停止することで突入する。ラウンド数は2ラウンド、5ラウンド、10ラウンドがあり、各ラウンドごとに継続のチャンスが用意されている。ボタンを押してお祭りボーナス継続と表示されれば継続となり、お祭りチャンス突入と表示されればラウンド終了となり確変に突入する。

### PAスーパー海物語 IN JAPAN2 with 太鼓の達人
確変ループ機となっており、大当たりラウンド終了後は基本的に奇数図柄大当たりだと確変に突入し、偶数図柄大当たりだと33回の時短に突入する。また、時短中でも内部確変になっていることもあり、その場合は時短終了前までに図柄のバウンドストップが発生し確変（お祭りチャンス）に突入する。
ランクアップボーナス（お祭りボーナス）が搭載されており、上段に3図柄、中段に和田どん、下段に1図柄（3・4・1図柄停止が基になっている）が停止することで突入する。ラウンド数は2ラウンド、5ラウンド、10ラウンドがあり、各ラウンドごとに継続のチャンスが用意されている。ボタンを押してお祭りボーナス継続と表示されれば継続となり、お祭りチャンス突入と表示されればラウンド終了となり確変に突入する。

### Pスーパー海物語 IN JAPAN2 金富士バージョン
ロングST機となっており、図柄が揃うと大当たりラウンドに移行する前に図柄再抽選に突入する。奇数図柄で当たった場合はSUPER LUCKY以上が確定であり、偶数図柄で当たった場合もSUPER LUCKY以上が当選したり、LUCKYに突入してもラウンド途中でSUPER LUCKY以上に昇格したりすることがある。大当たりラウンド終了後は必ず74回のSTに突入する（電チューサポートは70回転目まで）。STの1回転目から20回転目は金富士ゾーンに突入する。11回転目から50回転目はいつものSTゾーンに突入する。51回転目から70回転目は華唱ゾーンに突入する。電サポ終了後の71回転目から74回転目は返り咲け歌唱ゾーンに突入する。

### PAスーパー海物語 IN JAPAN2 金富士99バージョン
ロングST機となっており、図柄が揃うと大当たりラウンドに移行する前に図柄再抽選に突入する。奇数図柄で当たった場合はSUPER LUCKY以上が確定であり、偶数図柄で当たった場合もSUPER LUCKY以上が当選したり、LUCKYに突入してもラウンド途中でSUPER LUCKY以上に昇格したりすることがある。大当たりラウンド終了後は基本的に30回のSTに突入する。STの1回転目から10回転目は金富士ゾーンに突入する。11回転目から30回転目はいつものSTゾーンに突入する。大当たり直後または大当たりラウンド終了後のエンディング画面で金サムが登場すると、金富士ゾーン極（ST30回+a時短298回）に突入する。通常確率時に299回転消化するとb時短（WARIN遊タイム）に突入する。ワリンがメインとなるゾーンで、大当たり期待値は約97.8%となっている。金富士ゾーン極が終了すると通常の回転を1回消化するとすぐにb時短（WARIN遊タイム）に突入するようになっている。

## プレミアムラウンド

### CRスーパー海物語 IN JAPAN
| 条件                         | 曲名                                     | 歌                                | 備考                                 |
| ---------------------------- | ---------------------------------------- | --------------------------------- | ------------------------------------ |
| 図柄揃いの 大当たり1回目     | いつものラウンド                         | -                                 |                                      |
| 図柄揃いの 大当たり1回目     | 「シュガシュガ・マリン・クルージング」   | マリン                            | 美人出玉を選択し10曲の中から選択する |
| 図柄揃いの 大当たり1回目     | 「〜夏〜 ドキドキ☆サマードライブ」       | マリン                            | 美人出玉を選択し10曲の中から選択する |
| 図柄揃いの 大当たり1回目     | 「『だいすき』って気持ち」               | マリン                            | 美人出玉を選択し10曲の中から選択する |
| 図柄揃いの 大当たり1回目     | 「マワル・パラダイス」                   | マリン                            | 美人出玉を選択し10曲の中から選択する |
| 図柄揃いの 大当たり1回目     | 「Everydayシーストーリー」               | マリン                            | 美人出玉を選択し10曲の中から選択する |
| 図柄揃いの 大当たり1回目     | 「キラキラ☆彡ハッピー」                  | ウリン                            | 美人出玉を選択し10曲の中から選択する |
| 図柄揃いの 大当たり1回目     | 「真夏の女神」                           | マリン                            | 美人出玉を選択し10曲の中から選択する |
| 図柄揃いの 大当たり1回目     | 「ラブ☆ダッシュ」                        | マリン（葉月ゆら）                | 美人出玉を選択し10曲の中から選択する |
| 図柄揃いの 大当たり1回目     | 「期待100%フラッシュ!」                  | マリン                            | 美人出玉を選択し10曲の中から選択する |
| 図柄揃いの 大当たり1回目     | 「情熱のエル・アモール」                 | サム                              | 美人出玉を選択し10曲の中から選択する |
| 図柄揃いの 大当たり2連荘以上 | 「海物語 〜Go!Go! SEA STORY〜」          | マリン                            | ご当地選択無しの場合                 |
| 図柄揃いの 大当たり2連荘以上 | 「海物語 〜Go!Go! SEA STORY〜 ご当地版」 | 海物語オールスターズ              | ご当地選択で無し以外にしている場合   |
| 図柄揃いの 大当たり3連荘以上 | 「Summertime Magic」                     | マリン With 7代目ミスマリンちゃん |                                      |
| 図柄揃いの 大当たり4連荘以上 | 「あっぱれジャパン」                     | マリン                            |                                      |
| 図柄揃いの 大当たり5連荘以上 | 「ミスマ de ワッショイ」                 | マリン With 7代目ミスマリンちゃん |                                      |
| 図柄揃いの 大当たり6連荘以上 | 「アカキイロスミレイロ」                 | マリン&ワリン&ウリン              |                                      |

### CRAスーパー海物語IN JAPAN with 桃太郎電鉄
| 条件                         | 曲名                                     | 歌                                | 備考                                 |
| ---------------------------- | ---------------------------------------- | --------------------------------- | ------------------------------------ |
| 図柄揃いの 大当たり1回目     | いつものラウンド                         | -                                 |                                      |
| 図柄揃いの 大当たり1回目     | 「シュガシュガ・マリン・クルージング」   | マリン                            | 美人出玉を選択し10曲の中から選択する |
| 図柄揃いの 大当たり1回目     | 「〜夏〜 ドキドキ☆サマードライブ」       | マリン                            | 美人出玉を選択し10曲の中から選択する |
| 図柄揃いの 大当たり1回目     | 「『だいすき』って気持ち」               | マリン                            | 美人出玉を選択し10曲の中から選択する |
| 図柄揃いの 大当たり1回目     | 「マワル・パラダイス」                   | マリン                            | 美人出玉を選択し10曲の中から選択する |
| 図柄揃いの 大当たり1回目     | 「Everydayシーストーリー」               | マリン                            | 美人出玉を選択し10曲の中から選択する |
| 図柄揃いの 大当たり1回目     | 「キラキラ☆彡ハッピー」                  | ウリン                            | 美人出玉を選択し10曲の中から選択する |
| 図柄揃いの 大当たり1回目     | 「真夏の女神」                           | マリン                            | 美人出玉を選択し10曲の中から選択する |
| 図柄揃いの 大当たり1回目     | 「ラブ☆ダッシュ」                        | マリン（葉月ゆら）                | 美人出玉を選択し10曲の中から選択する |
| 図柄揃いの 大当たり1回目     | 「期待100%フラッシュ!」                  | マリン                            | 美人出玉を選択し10曲の中から選択する |
| 図柄揃いの 大当たり1回目     | 「情熱のエル・アモール」                 | サム                              | 美人出玉を選択し10曲の中から選択する |
| 図柄揃いの 大当たり2連荘以上 | 「海物語 〜Go!Go! SEA STORY〜」          | マリン                            | ご当地選択無しの場合                 |
| 図柄揃いの 大当たり2連荘以上 | 「海物語 〜Go!Go! SEA STORY〜 ご当地版」 | 海物語オールスターズ              | ご当地選択で無し以外にしている場合   |
| 図柄揃いの 大当たり3連荘以上 | 「Summertime Magic」                     | マリン With 7代目ミスマリンちゃん |                                      |
| 図柄揃いの 大当たり4連荘以上 | 「あっぱれジャパン」                     | マリン                            |                                      |
| 図柄揃いの 大当たり5連荘以上 | 「アカキイロスミレイロ」                 | マリン&ワリン&ウリン              |                                      |

### CRスーパー海物語 IN JAPAN 金富士バージョン
| 条件                         | 曲名                                     | 歌                                | 備考                                 |
| ---------------------------- | ---------------------------------------- | --------------------------------- | ------------------------------------ |
| 図柄揃いの 大当たり1回目     | いつものラウンド                         | -                                 |                                      |
| 図柄揃いの 大当たり1回目     | 「シュガシュガ・マリン・クルージング」   | マリン                            | 美人出玉を選択し10曲の中から選択する |
| 図柄揃いの 大当たり1回目     | 「〜夏〜 ドキドキ☆サマードライブ」       | マリン                            | 美人出玉を選択し10曲の中から選択する |
| 図柄揃いの 大当たり1回目     | 「『だいすき』って気持ち」               | マリン                            | 美人出玉を選択し10曲の中から選択する |
| 図柄揃いの 大当たり1回目     | 「マワル・パラダイス」                   | マリン                            | 美人出玉を選択し10曲の中から選択する |
| 図柄揃いの 大当たり1回目     | 「Everydayシーストーリー」               | マリン                            | 美人出玉を選択し10曲の中から選択する |
| 図柄揃いの 大当たり1回目     | 「キラキラ☆彡ハッピー」                  | ウリン                            | 美人出玉を選択し10曲の中から選択する |
| 図柄揃いの 大当たり1回目     | 「真夏の女神」                           | マリン                            | 美人出玉を選択し10曲の中から選択する |
| 図柄揃いの 大当たり1回目     | 「ラブ☆ダッシュ」                        | マリン（葉月ゆら）                | 美人出玉を選択し10曲の中から選択する |
| 図柄揃いの 大当たり1回目     | 「期待100%フラッシュ!」                  | マリン                            | 美人出玉を選択し10曲の中から選択する |
| 図柄揃いの 大当たり1回目     | 「情熱のエル・アモール」                 | サム                              | 美人出玉を選択し10曲の中から選択する |
| 図柄揃いの 大当たり2連荘以上 | 「ふたりの海物語」                       | ワリン                            |                                      |
| 図柄揃いの 大当たり2連荘以上 | 「海物語 〜Go!Go! SEA STORY〜」          | マリン                            | ご当地選択無しの場合                 |
| 図柄揃いの 大当たり2連荘以上 | 「海物語 〜Go!Go! SEA STORY〜 ご当地版」 | 海物語オールスターズ              | ご当地選択で無し以外にしている場合   |
| 図柄揃いの 大当たり3連荘以上 | 「ミスマ de ワッショイ」                 | マリン With 7代目ミスマリンちゃん |                                      |
| 図柄揃いの 大当たり4連荘以上 | 「あっぱれジャパン」                     | マリン                            |                                      |
| 図柄揃いの 大当たり5連荘以上 | 「アカキイロスミレイロ」                 | マリン&ワリン&ウリン              |                                      |

### Pスーパー海物語 IN JAPAN2
| 条件                         | 曲名                                             | 歌                                | 備考                                 |
| ---------------------------- | ------------------------------------------------ | --------------------------------- | ------------------------------------ |
| 図柄揃いの 大当たり1回目     | いつものラウンド                                 | -                                 |                                      |
| 図柄揃いの 大当たり1回目     | 「海物語 〜Go!Go! SEA STORY〜 セカンドシーズン」 | マリン&ワリン&ウリン              |                                      |
| 図柄揃いの 大当たり1回目     | 「〜春〜 ありがとう」                            | マリン                            | 方言出玉を選択し10曲の中から選択する |
| 図柄揃いの 大当たり1回目     | 「ミスマ de ワッショイ」                         | マリン With 7代目ミスマリンちゃん | 方言出玉を選択し10曲の中から選択する |
| 図柄揃いの 大当たり1回目     | 「ちゅら海JUMP!!」                               | マリン                            | 方言出玉を選択し10曲の中から選択する |
| 図柄揃いの 大当たり1回目     | 「めんそ〜れ おきうみ!」                         | マリン                            | 方言出玉を選択し10曲の中から選択する |
| 図柄揃いの 大当たり1回目     | 「Day & Day」                                    | マリン&ウリン                     | 方言出玉を選択し10曲の中から選択する |
| 図柄揃いの 大当たり1回目     | 「『だいすき』って気持ち」                       | マリン                            | 方言出玉を選択し10曲の中から選択する |
| 図柄揃いの 大当たり1回目     | 「シュガシュガ・マリン・クルージング」           | マリン                            | 方言出玉を選択し10曲の中から選択する |
| 図柄揃いの 大当たり1回目     | 「情熱のエル・アモール」                         | サム                              | 方言出玉を選択し10曲の中から選択する |
| 図柄揃いの 大当たり1回目     | 「ラブ☆ダッシュ」                                | マリン（葉月ゆら）                | 方言出玉を選択し10曲の中から選択する |
| 図柄揃いの 大当たり1回目     | 「キラキラ☆彡ハッピー」                          | ウリン                            | 方言出玉を選択し10曲の中から選択する |
| 図柄揃いの 大当たり2連荘以上 | 「響け!ネオジャポニズム 〜日本全国Ver〜」        | マリン                            | ご当地選択無しの場合                 |
| 図柄揃いの 大当たり2連荘以上 | 「響け!ネオジャポニズム 〜北海道地方Ver〜」      | マリン                            | ご当地選択で北海道地方を選択する     |
| 図柄揃いの 大当たり2連荘以上 | 「響け!ネオジャポニズム 〜東北地方Ver〜」        | マリン                            | ご当地選択で東北地方を選択する       |
| 図柄揃いの 大当たり2連荘以上 | 「響け!ネオジャポニズム 〜関東地方Ver〜」        | マリン                            | ご当地選択で関東地方を選択する       |
| 図柄揃いの 大当たり2連荘以上 | 「響け!ネオジャポニズム 〜中部地方Ver〜」        | マリン                            | ご当地選択で中部地方を選択する       |
| 図柄揃いの 大当たり2連荘以上 | 「響け!ネオジャポニズム 〜近畿地方Ver〜」        | マリン                            | ご当地選択で近畿地方を選択する       |
| 図柄揃いの 大当たり2連荘以上 | 「響け!ネオジャポニズム 〜中国地方Ver〜」        | マリン                            | ご当地選択で中国地方を選択する       |
| 図柄揃いの 大当たり2連荘以上 | 「響け!ネオジャポニズム 〜四国地方Ver〜」        | マリン                            | ご当地選択で四国地方を選択する       |
| 図柄揃いの 大当たり2連荘以上 | 「響け!ネオジャポニズム 〜九州地方Ver〜」        | マリン                            | ご当地選択で九州地方を選択する       |
| 図柄揃いの 大当たり3連荘以上 | 「わっしょい夏祭り」                             | （不明）                          |                                      |
| 図柄揃いの 大当たり4連荘以上 | 「あっぱれジャパン」                             | マリン                            |                                      |
| 図柄揃いの 大当たり5連荘以上 | 「アカキイロスミレイロ」                         | マリン&ワリン&ウリン              |                                      |

### PAスーパー海物語 IN JAPAN2 with 太鼓の達人
| 条件                         | 曲名                                        | 歌                    | 備考                                 |
| ---------------------------- | ------------------------------------------- | --------------------- | ------------------------------------ |
| 図柄揃いの 大当たり1回目     | いつものラウンド                            | -                     |                                      |
| 図柄揃いの 大当たり1回目     | 「きっと。。。魚群」                        | マリン                | 方言出玉を選択し10曲の中から選択する |
| 図柄揃いの 大当たり1回目     | 「期待100%フラッシュ!」                     | マリン                | 方言出玉を選択し10曲の中から選択する |
| 図柄揃いの 大当たり1回目     | 「Day & Day」                               | マリン&ウリン         | 方言出玉を選択し10曲の中から選択する |
| 図柄揃いの 大当たり1回目     | 「キラキラ☆彡ハッピー」                     | ウリン                | 方言出玉を選択し10曲の中から選択する |
| 図柄揃いの 大当たり1回目     | 「ラブ☆ダッシュ」                           | マリン（葉月ゆら）    | 方言出玉を選択し10曲の中から選択する |
| 図柄揃いの 大当たり1回目     | 「Everydayシーストーリー」                  | マリン                | 方言出玉を選択し10曲の中から選択する |
| 図柄揃いの 大当たり1回目     | 「真夏の女神」                              | マリン                | 方言出玉を選択し10曲の中から選択する |
| 図柄揃いの 大当たり1回目     | 「マワル・パラダイス」                      | マリン                | 方言出玉を選択し10曲の中から選択する |
| 図柄揃いの 大当たり1回目     | 「夏色DAY」                                 | マリン                | 方言出玉を選択し10曲の中から選択する |
| 図柄揃いの 大当たり1回目     | 「シュガシュガ・マリン・クルージング」      | マリン                | 方言出玉を選択し10曲の中から選択する |
| 図柄揃いの 大当たり2連荘以上 | 「夏祭り」                                  | JITTERIN'JINN         |                                      |
| 図柄揃いの 大当たり3連荘以上 | 「Sunny Days!」                             | アイマリン&アイウリン |                                      |
| 図柄揃いの 大当たり4連荘以上 | 「Sea Breeze」                              | アイマリン&アイウリン |                                      |
| 図柄揃いの 大当たり5連荘以上 | 「響け!ネオジャポニズム 〜日本全国Ver〜」   | マリン                | ご当地選択無しの場合                 |
| 図柄揃いの 大当たり5連荘以上 | 「響け!ネオジャポニズム 〜北海道地方Ver〜」 | マリン                | ご当地選択で北海道地方を選択する     |
| 図柄揃いの 大当たり5連荘以上 | 「響け!ネオジャポニズム 〜東北地方Ver〜」   | マリン                | ご当地選択で東北地方を選択する       |
| 図柄揃いの 大当たり5連荘以上 | 「響け!ネオジャポニズム 〜関東地方Ver〜」   | マリン                | ご当地選択で関東地方を選択する       |
| 図柄揃いの 大当たり5連荘以上 | 「響け!ネオジャポニズム 〜中部地方Ver〜」   | マリン                | ご当地選択で中部地方を選択する       |
| 図柄揃いの 大当たり5連荘以上 | 「響け!ネオジャポニズム 〜近畿地方Ver〜」   | マリン                | ご当地選択で近畿地方を選択する       |
| 図柄揃いの 大当たり5連荘以上 | 「響け!ネオジャポニズム 〜中国地方Ver〜」   | マリン                | ご当地選択で中国地方を選択する       |
| 図柄揃いの 大当たり5連荘以上 | 「響け!ネオジャポニズム 〜四国地方Ver〜」   | マリン                | ご当地選択で四国地方を選択する       |
| 図柄揃いの 大当たり5連荘以上 | 「響け!ネオジャポニズム 〜九州地方Ver〜」   | マリン                | ご当地選択で九州地方を選択する       |
| 図柄揃いの 大当たり6連荘以上 | 「あっぱれジャパン」                        | マリン                |                                      |

### Pスーパー海物語 IN JAPAN2 金富士バージョン
| 条件                         | 曲名                                        | 歌                                | 備考                                 |
| ---------------------------- | ------------------------------------------- | --------------------------------- | ------------------------------------ |
| 図柄揃いの 大当たり1回目     | いつものラウンド                            | -                                 |                                      |
| 図柄揃いの 大当たり1回目     | 「〜春〜 ありがとう」                       | マリン                            | 方言出玉を選択し10曲の中から選択する |
| 図柄揃いの 大当たり1回目     | 「ミスマ de ワッショイ」                    | マリン With 7代目ミスマリンちゃん | 方言出玉を選択し10曲の中から選択する |
| 図柄揃いの 大当たり1回目     | 「ちゅら海JUMP!!」                          | マリン                            | 方言出玉を選択し10曲の中から選択する |
| 図柄揃いの 大当たり1回目     | 「めんそ〜れ おきうみ!」                    | マリン                            | 方言出玉を選択し10曲の中から選択する |
| 図柄揃いの 大当たり1回目     | 「Day & Day」                               | マリン&ウリン                     | 方言出玉を選択し10曲の中から選択する |
| 図柄揃いの 大当たり1回目     | 「『だいすき』って気持ち」                  | マリン                            | 方言出玉を選択し10曲の中から選択する |
| 図柄揃いの 大当たり1回目     | 「シュガシュガ・マリン・クルージング」      | マリン                            | 方言出玉を選択し10曲の中から選択する |
| 図柄揃いの 大当たり1回目     | 「情熱のエル・アモール」                    | サム                              | 方言出玉を選択し10曲の中から選択する |
| 図柄揃いの 大当たり1回目     | 「ラブ☆ダッシュ」                           | マリン（葉月ゆら）                | 方言出玉を選択し10曲の中から選択する |
| 図柄揃いの 大当たり1回目     | 「キラキラ☆彡ハッピー」                     | ウリン                            | 方言出玉を選択し10曲の中から選択する |
| 図柄揃いの 大当たり2連荘以上 | 「あゝ金富士」                              | マリン&ワリン&ウリン              |                                      |
| 図柄揃いの 大当たり3連荘以上 | 「涙色メロディー」                          | ワリン                            |                                      |
| 図柄揃いの 大当たり4連荘以上 | 「ふたりの海物語 〜スペシャルバージョン〜」 | マリン&ワリン&ウリン              |                                      |
| 図柄揃いの 大当たり5連荘以上 | 「響け!ネオジャポニズム 〜日本全国Ver〜」   | マリン                            | ご当地選択無しの場合                 |
| 図柄揃いの 大当たり5連荘以上 | 「響け!ネオジャポニズム 〜北海道地方Ver〜」 | マリン                            | ご当地選択で北海道地方を選択する     |
| 図柄揃いの 大当たり5連荘以上 | 「響け!ネオジャポニズム 〜東北地方Ver〜」   | マリン                            | ご当地選択で東北地方を選択する       |
| 図柄揃いの 大当たり5連荘以上 | 「響け!ネオジャポニズム 〜関東地方Ver〜」   | マリン                            | ご当地選択で関東地方を選択する       |
| 図柄揃いの 大当たり5連荘以上 | 「響け!ネオジャポニズム 〜中部地方Ver〜」   | マリン                            | ご当地選択で中部地方を選択する       |
| 図柄揃いの 大当たり5連荘以上 | 「響け!ネオジャポニズム 〜近畿地方Ver〜」   | マリン                            | ご当地選択で近畿地方を選択する       |
| 図柄揃いの 大当たり5連荘以上 | 「響け!ネオジャポニズム 〜中国地方Ver〜」   | マリン                            | ご当地選択で中国地方を選択する       |
| 図柄揃いの 大当たり5連荘以上 | 「響け!ネオジャポニズム 〜四国地方Ver〜」   | マリン                            | ご当地選択で四国地方を選択する       |
| 図柄揃いの 大当たり5連荘以上 | 「響け!ネオジャポニズム 〜九州地方Ver〜」   | マリン                            | ご当地選択で九州地方を選択する       |
| 図柄揃いの 大当たり6連荘以上 | 「わっしょい夏祭り」                        | （不明）                          |                                      |
| 図柄揃いの 大当たり7連荘以上 | 「あっぱれジャパン」                        | マリン                            |                                      |

## スペック

### CRスーパー海物語 IN JAPAN
| 型式                         | 型式                         | MTD                                   | MCD                                                          | SC（with 桃太郎電鉄）                                               | STA（金富士新マックス） | SCA（金富士ライト）     |
| ---------------------------- | ---------------------------- | ------------------------------------- | ------------------------------------------------------------ | ------------------------------------------------------------------- | ----------------------- | ----------------------- |
| 特賞種別                     | 特賞種別                     | デジパチ                              | デジパチ                                                     | デジパチ                                                            | デジパチ                | デジパチ                |
| 大当たり確率                 | 通常時                       | 1/319.9                               | 1/239.1                                                      | 1.99.9                                                              | 1/319.6                 | 1/199.8                 |
| 大当たり確率                 | 高確率時                     | 1/31.9                                | 1/30                                                         | 1/9.9                                                               | 1/68.1                  | 1/49.0                  |
| タイプ                       | タイプ                       | ミドル                                | ミドル                                                       | 遊パチ                                                              | ミドル                  | ライトミドル            |
| 賞球数                       | 賞球数                       | 3 & 2 & 8 & 13                        | 3 & 2 & 8 & 12                                               | 3 & 2 & 10 & 6                                                      | 4 & 2 & 14 & 4          | 4 & 2 & 13 & 4          |
| ラウンド・カウント数         | ラウンド・カウント数         | 16R or 2R・8C                         | 16R or 10R or 2R・8C                                         | 16R or 7R・7C                                                       | 16R or 6R・9C           | 15R or 4R・8C           |
| 大当たりシステム             | 大当たりシステム             | 確変ループ                            | 確変ループ                                                   | ST                                                                  | ロングST                | ロングST                |
| 確変突入率                   | 確変突入率                   | 60/100（60%）                         | 60/100（60%）                                                | 100/100（100%、ST6回）                                              | 100/100（100%、ST71回） | 100/100（100%、ST51回） |
| 大当たりの内訳（始動口共通） | 大当たりの内訳（始動口共通） | 16R確変：48% 2R確変：12% 16R通常：40% | 16R確変：38% 10R確変：10% 2R確変：12% 16R通常：40%           | 16R（ST6回+時短94回）：5% 7R（ST6回+時短44回） 7R（ST6回+時短19回） | 16R：65% 6R：35%        | 15R：50% 4R：50%        |
| 大当たり出玉                 | 大当たり出玉                 | 1664個                                | 16R：1536個 10R：960個                                       | 16R：1120個 7R：490個                                               | 15R：2016個 6R：756個   | 15R：1560個 4R：416個   |
| リミット                     | リミット                     | なし                                  | なし                                                         | なし                                                                | なし                    | なし                    |
| 電サポ                       | 確変                         | 確変大当たり終了後次回まで            | 確変大当たり終了後次回まで                                   | 大当たり終了後ST6回                                                 | 大当たり終了後ST71回    | 大当たり終了後ST51回    |
| 電サポ                       | 時短                         | 通常大当たり終了後100回               | 通常時通常大当たり終了後50回 電サポ時通常大当たり終了後100回 | ST終了後94回・44回・19回                                            | なし                    | なし                    |
| 保留の数                     | 保留の数                     | 上始動口4個+下始動口4個               | 上始動口4個+下始動口4個                                      | 上始動口4個+下始動口4個                                             | 上始動口4個+下始動口4個 | 上始動口4個+下始動口4個 |
| 保留の優先消化               | 保留の優先消化               | なし（入賞順に消化）                  | なし（入賞順に消化）                                         | なし（入賞順に消化）                                                | なし（入賞順に消化）    | なし（入賞順に消化）    |

### Pスーパー海物語 IN JAPAN2
| 型式                         | 型式                         | MTR                                                                   | MG（with 太鼓の達人）                                                          | STB（金富士新マックス）          | SCB（金富士ライト）             | RA（金富士99）                                                       |
| ---------------------------- | ---------------------------- | --------------------------------------------------------------------- | ------------------------------------------------------------------------------ | -------------------------------- | ------------------------------- | -------------------------------------------------------------------- |
| 特賞種別                     | 特賞種別                     | デジパチ                                                              | デジパチ                                                                       | デジパチ                         | デジパチ                        | デジパチ                                                             |
| 大当たり確率                 | 通常時                       | 1/299.2（LOW） 1/276.5（HIGH）                                        | 1/99.9                                                                         | 1.319.6                          | 1/199.8                         | 1/99.9                                                               |
| 大当たり確率                 | 高確率時                     | 1/59.9（LOW） 1/55.3（HIGH）                                          | 1/18.0                                                                         | 1/50.8                           | 1/53.8                          | 1/43.7                                                               |
| タイプ                       | タイプ                       | ミドル                                                                | 遊パチ                                                                         | ミドル                           | ライトミドル                    | 遊パチ                                                               |
| 賞球数                       | 賞球数                       | 4 & 2 & 15 & 3                                                        | 3 & 2 & 10 & 3                                                                 | 3 & 2 & 15 & 3                   | 3 & 2 & 15 & 3                  | 3 & 2 & 12 & 3                                                       |
| ラウンド・カウント数         | ラウンド・カウント数         | 10R or 5R or 2R・9C                                                   | 10R or 7R or 5R or 3R・10C                                                     | 10R or 7R or 4R・10C             | 10R or 6R or 3R・8C             | 10R or 3R・9C                                                        |
| 大当たりシステム             | 大当たりシステム             | 確変ループ                                                            | 確変ループ                                                                     | ロングST                         | ロングST                        | ロングST                                                             |
| 確変突入率                   | 確変突入率                   | 60/100（60%）                                                         | 55/100（55%）                                                                  | 100/100（100%、ST74回）          | 100/100（100%、ST74回）         | 100/100（100%、ST30回）                                              |
| 大当たりの内訳（始動口共通） | 大当たりの内訳（始動口共通） | 10R確変：40% 10R確変RUB：2% 5R確変RUB：6% 2R確変RUB：12% 10R通常：40% | 10R確変：2% 5R確変：45% 10R確変RUB：1% 7R確変RUB：1% 3R確変RUB：6% 5R通常：45% | 10R：35% 7R：35% 4R：30%         | 10R：30% 6R：35% 3R：35%        | 10R（ST30回+時短298回）：3% 10R（ST30回）：48.5% 3R（ST30回）：48.5% |
| 大当たり出玉                 | 大当たり出玉                 | 10R：1350個 5R：675個 2R：270個                                       | 10R：1000個 7R：700個 5R：500個 3R：300個                                      | 10R：1500個 7R：1050個 4R：600個 | 10R：1200個 6R：720個 3R：360個 | 10R：1080個 3R：324個                                                |
| リミット                     | リミット                     | なし                                                                  | なし                                                                           | なし                             | なし                            | なし                                                                 |
| 電サポ                       | 確変                         | 確変大当たり終了後次回まで                                            | 確変大当たり終了後次回まで                                                     | 大当たり終了後ST74回             | 大当たり終了後ST74回            | 大当たり終了後ST30回                                                 |
| 電サポ                       | a時短                        | 通常大当たり終了後80回                                                | 通常大当たり終了後33回                                                         | なし                             | なし                            | 金富士ゾーン極に突入しST終了後298回                                  |
| 電サポ                       | b時短（遊タイム）            | なし                                                                  | なし                                                                           | なし                             | なし                            | 低確率状態を299回消化後379回                                         |
| 保留の数                     | 保留の数                     | 上始動口4個+下始動口4個                                               | 上始動口4個+下始動口4個                                                        | 上始動口4個+下始動口4個          | 上始動口4個+下始動口4個         | 上始動口4個+下始動口4個                                              |
| 保留の優先消化               | 保留の優先消化               | なし（入賞順に消化）                                                  | なし（入賞順に消化）                                                           | なし（入賞順に消化）             | なし（入賞順に消化）            | なし（入賞順に消化）                                                 |